# Université de Heidelberg
Vous lisez un « bon article » labellisé en 2011.
L'université de Heidelberg (en allemand Universität Heidelberg, anciennement Ruprecht-Karls-Universität Heidelberg ou Ruperto Carola du nom de ses deux fondateurs), située à Heidelberg, en Bade-Wurtemberg, est la plus ancienne université allemande. Elle est membre du groupe de Coïmbre et sa stratégie « Heidelberg: Realising the Potential of a Comprehensive University » a été retenue en 2007 par le programme d'initiative d'excellence allemande.
Robert Ier, électeur palatin, fonde l'université de Heidelberg en 1386, pendant le grand schisme d'Occident. Au XVIe siècle, elle devient un haut-lieu de la Réforme protestante. Affectée ensuite par la guerre de Trente Ans et la guerre de la Ligue d'Augsbourg, elle est réformée en 1803 par Charles Ier de Bade et connaît alors une période florissante au XIXe siècle et au début du XXe siècle. Pendant le Troisième Reich, l'université adhère à l'idéologie nazie. Rouverte rapidement après la guerre, elle connaît alors une période de dénazification.
À partir des années 1960, l'université se développe pour accueillir plus d'étudiants ; le campus de Neuenheimer Feld consacré aux sciences et à la médecine est construit alors que l'implantation de l'université dans le centre-ville historique de Heidelberg et dans le quartier de Bergheim est rationalisée.
En 2009, la Ruperto Carola a accueilli 28 266 étudiants dont 18,5 % d'étrangers et a délivré 3 271 diplômes de fin d'études et 1 133 doctorats. L'université compte 12 399 membres du personnel pour un budget de 603,8 millions d'euros. Elle est structurée en douze facultés, douze centres de recherche et possède une bibliothèque de plus de six millions d'ouvrages et deux centres hospitaliers associés : Heidelberg et Mannheim.
Parmi les anciens étudiants et membres actuels et passés du corps enseignant, l'université compte douze lauréats du prix Nobel de physique, sept lauréats du prix Nobel de chimie, six lauréats du prix Nobel de physiologie ou médecine, deux lauréats du prix Nobel de la paix et un lauréat du prix Nobel de littérature. De ce fait l'université est associée avec presque la moitié de tous les lauréats du prix Nobel de l'Allemagne en général.

## Histoire

### Université médiévale de Heidelberg

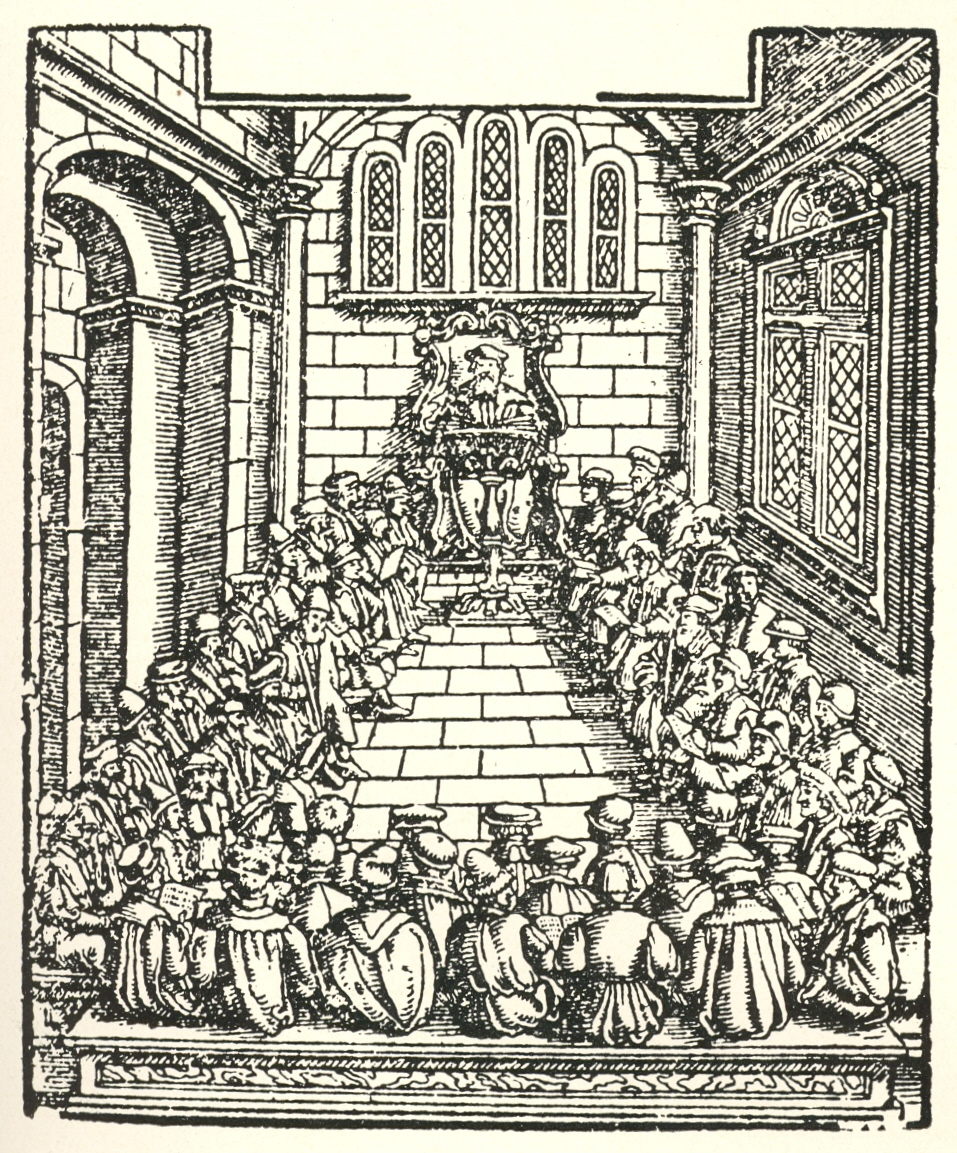
Hohe Schul zu Heydelberg. L'université de Heidelberg, estampe de la Cosmographia Universalis de Sebastian Münster, 1550.

À la fin du XIVe siècle, la ville de Heidelberg, capitale du Palatinat et résidence des comtes palatins depuis 1225, ne compte qu'environ 3 000 habitants. La ville possède deux cloîtres, celui des augustins et des franciscains, mais pas d'école et ne semble donc pas destinée à devenir une ville universitaire. Mais en 1378, à la mort du pape Grégoire XI, commence le Grand Schisme. Deux papes sont élus : Urbain VI, élu par les cardinaux italiens résidant à Rome, et Clément VII, l'antipape d'Avignon, élu par les cardinaux français et résidant en Avignon. Le Saint-Empire romain germanique soutient Urbain VI, ce qui rend la situation des étudiants et professeurs germaniques à l'Université de Paris difficile.
Robert Ier du Palatinat, électeur palatin, entre en négociations avec la Curie et obtient d'Urbain VI (23 octobre 1385) l'autorisation de créer une université à Heidelberg sur le modèle de celle de Paris, avec quatre facultés : celle de philosophie (enseignant les sept arts libéraux), celle de théologie, celle de jurisprudence et celle de médecine. C'est à l'évêque de Worms que revient le droit de nommer le chancelier chargé de la délivrance des diplômes et de l'autorisation d'enseigner.
Le 18 octobre 1386, la messe d'inauguration de l'université est célébrée en la chapelle du Saint-Esprit,. Dans les facultés de philosophie et de théologie, l'enseignement commence dès le lendemain. Peu après, Marsile d'Inghen (v. 1340-1396), qui fut recteur de la faculté des arts de Paris (1367, 1371), est élu premier recteur pour un mandat d'un trimestre (il sera neuf fois recteur, en 1386-1392 et en 1396, il deviendra maître ès arts de la faculté des arts en 1386, sa réputation comme théologien et philosophe sera considérable, surtout après 1501, date d'édition de son Commentaire des Sentences de Pierre Lombard). Les sceaux de l'université sont alors gravés ; sur celui du recteur figure la devise latine de l'université « Semper apertus », signifiant « Toujours ouvert », expression faisant référence au fait que le livre de la connaissance doit rester toujours ouvert. L'enseignement à la faculté de jurisprudence commence également en 1386, et il faut attendre 1388 pour que la chaire de médecine soit occupée.
Comme souvent, la présence des étudiants dans la ville est à l'origine de conflits variés avec les habitants. Pour essayer de contenir les étudiants, divers règlements sont promulgués, et parfois les étudiants se voient obligés d'observer le couvre-feu. Il arrive parfois que les faits soient plus graves. Ainsi, en 1422, un fait divers conduit à l'attaque d'une bourse étudiante par les citoyens. Ces derniers doivent alors faire pénitence pour avoir porté atteinte à l'autonomie de l'université.
La fin du XVe siècle est marquée par les querelles entre la via antiqua et la via moderna au sein de la faculté de philosophie. En 1452, Frédéric le Victorieux réforme l'université et interdit la querelle. Cela conduit en 1455 à une solution originale, la création de deux voies parallèles d'études. Puis à partir de 1456, Peter Luder enseigne l'humanisme à l'université,. Par la suite, l'évêque de Worms et chancelier de l'université Jean de Dalberg encourage le développement de l'humanisme. Ainsi, sous son impulsion, le philosophe Rudolph Agricola rejoint l'université en 1484. D'autres humanistes fréquentent la cour du successeur de Frédéric, Philippe Ier l'Ingénu, comme le philosophe et théologien Johannes Reuchlin ou le poète Conrad Celtes qui fonde la première sodalité humaniste à Heidelberg, la Societas Litteraria Rhenana.
Cependant, l'esprit humaniste n'arrive pas à s'imposer face à la scolastique. De plus, les finances de l'université déclinent en raison des dettes du Palatinat contractées pendant la guerre avec la Bavière. En conséquence, l'université se retrouve en retrait par rapport aux universités de Bâle et de Wittemberg.

### Au temps de la Réforme puis de la Contre-Réforme

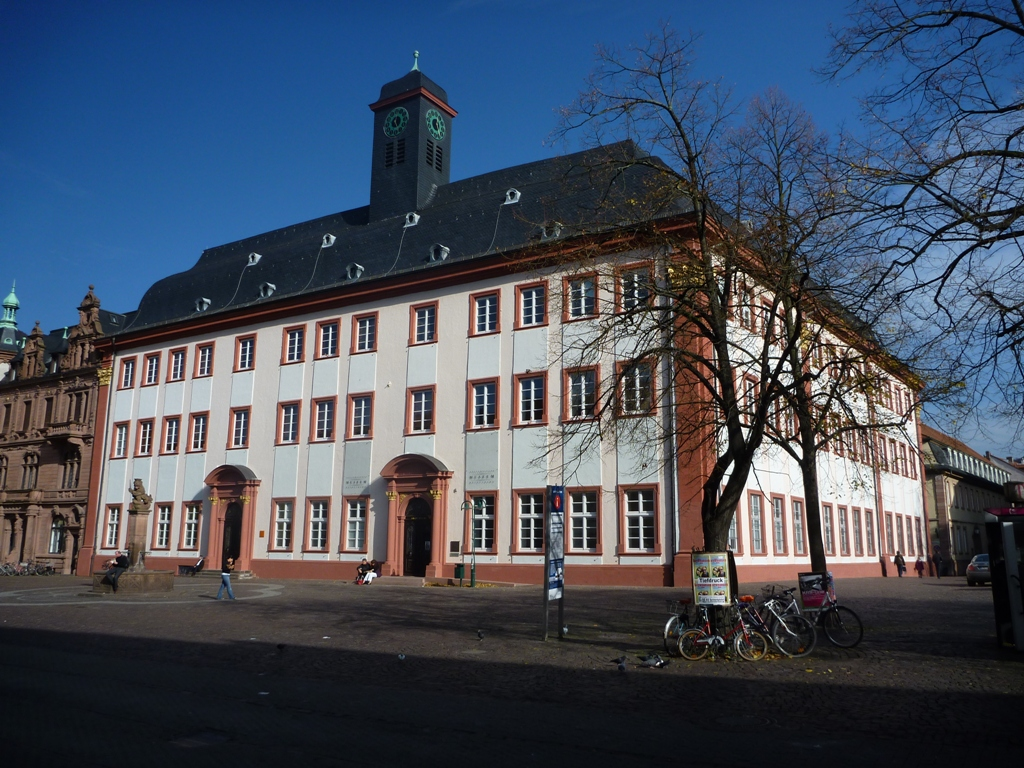
La Vieille Université (Alte Universität) nommée Domus Wilhelmiana en l'honneur de Jean-Guillaume de Neubourg-Wittelsbach, construite entre 1712 et 1735 sur les plans de l'architecte Johann Adam Breunig.

En 1518, Luther défend ses idées au couvent des Augustins de Heidelberg (c'est la « dispute » de Heidelberg), mais il faudra attendre 1546 pour que Frédéric II du Palatinat autorise le culte luthérien dans la ville et 1559 pour que l'électeur palatin Othon-Henri introduise l'enseignement de Luther à l'université. Avant de devenir électeur, Othon-Henri contribue au développement de l'université par celui de la bibliothèque de l'université qui devient célèbre sous le nom de Bibliothèque palatine (Bibliotheca Palatina). Une fois devenu électeur, et avec l'aide de Melanchthon, Othon-Henri donne de nouveaux statuts à l'université ; ils sont présentés au corps professoral le 19 décembre 1558.
Ensuite, sous l'influence de Frédéric III (électeur palatin de 1559 à 1576), l'université devient calviniste et participe à l'élaboration du catéchisme de Heidelberg, publié en 1563. Sous Louis VI du Palatinat (électeur de 1576 à 1583), l'université redevient luthérienne et les professeurs calvinistes rejoignent le frère de Louis, Jean-Casimir du Palatinat, à Neustadt an der Weinstraße, où Jean-Casimir a fondé le Collegium Casimirianum. À partir de 1583, l'université redevient calviniste et le centenaire du calvinisme est célébré avec faste en 1617.
La guerre de Trente Ans (1618-1648) va particulièrement affecter l'université. En 1622, la ville est prise par les troupes de Tilly. La bibliothèque est fermée et la plupart des ouvrages sont envoyés au pape à Rome. L'université doit suspendre ses activités de 1626 à 1629. La majorité des étudiants rejoignent des universités voisines et, par conséquent, les inscriptions déclinent radicalement. Les traités de Westphalie mettent fin à la guerre en 1648, mais il faut attendre le 1er novembre 1652 pour que Charles Ier Louis du Palatinat puisse célébrer une réouverture officielle. Charles-Louis attire des professeurs comme le juriste Samuel von Pufendorf, le théologien suisse Jean Henri Hottinger ou le philologue Jean Freinsheim.

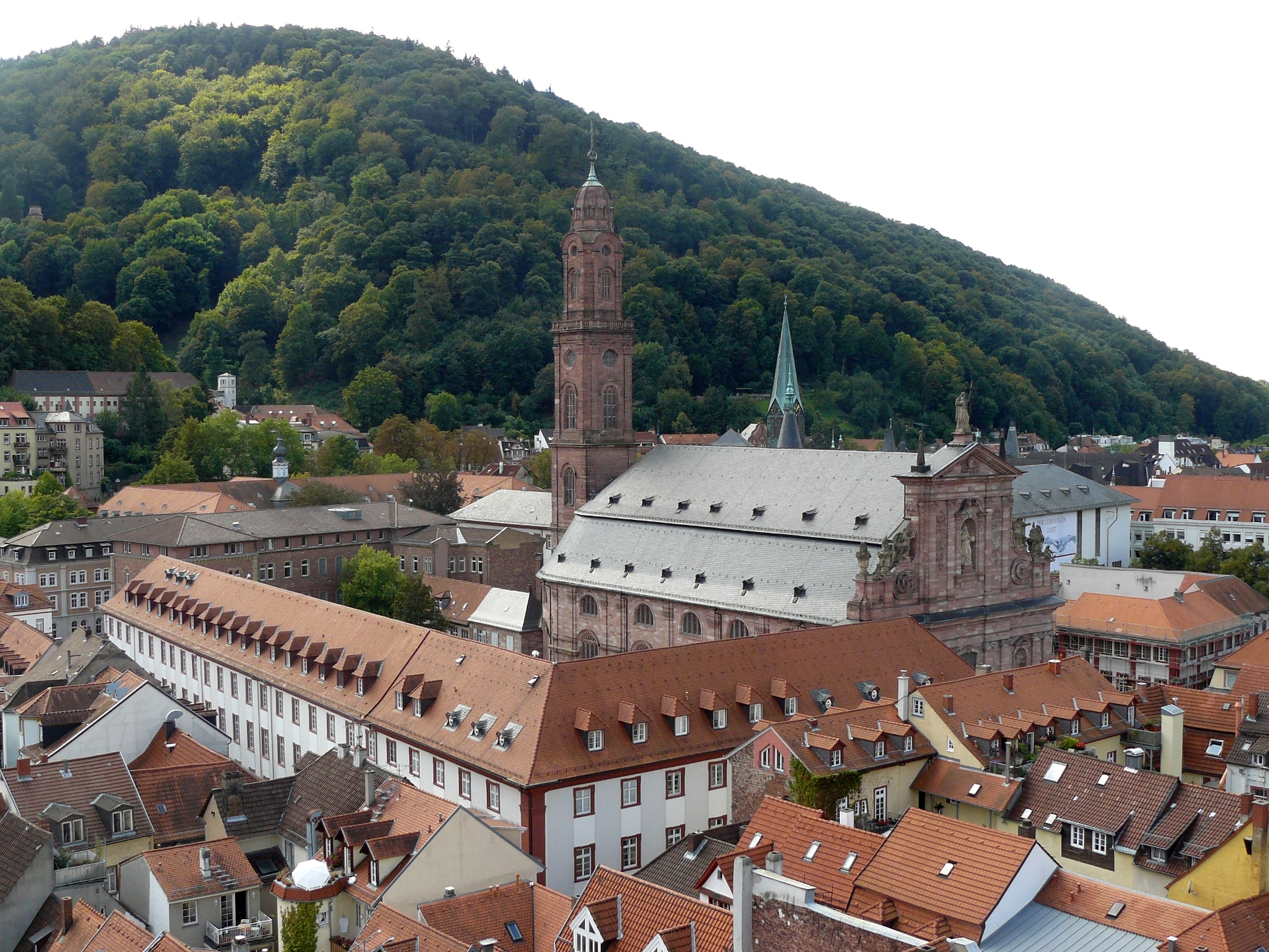
L'église et le collège des jésuites.

Commencent alors les guerres du Palatinat, durant lesquelles la ville de Heidelberg est ravagée par deux fois, en 1689 et en 1693, par les troupes de Louis XIV. L'université est évacuée, d'abord à Francfort puis à Weinheim, puis elle reprend ses activités à Heidelberg à partir de 1704.
Jean-Guillaume de Neubourg-Wittelsbach organise la reconstruction de la ville de Heidelberg. Sur des plans de l'architecte Johann Adam Breunig, la construction de la Domus Wihelmiana (connue sous le nom de « vieille » université) s'étale de 1712 à 1735. Les princes-électeurs de la maison de Neuburg, catholiques, encouragent les jésuites à s'installer à Heidelberg et leur confient la gestion de l'université. En 1720, Heidelberg perd son statut de capitale du Palatinat au profit de Mannheim, et dès lors, les électeurs palatins se consacrent au rayonnement de leur nouvelle capitale.
Après la dissolution de l'ordre des jésuites en 1773, d'autres congrégations catholiques prennent le relais. En 1784, l'école caméraliste de Kaiserslautern, dirigée par le médecin et botaniste Friedrich Kasimir Medikus, fusionne avec l'université.
Au XVIIIe siècle, l'université recrute ses étudiants à un niveau régional et la faculté de droit est prépondérante, avec plus de 40 % du professorat et plus de 30 % des étudiants dans les années 1770-1780.

### Au temps de l'État de Bade (1803-1918)

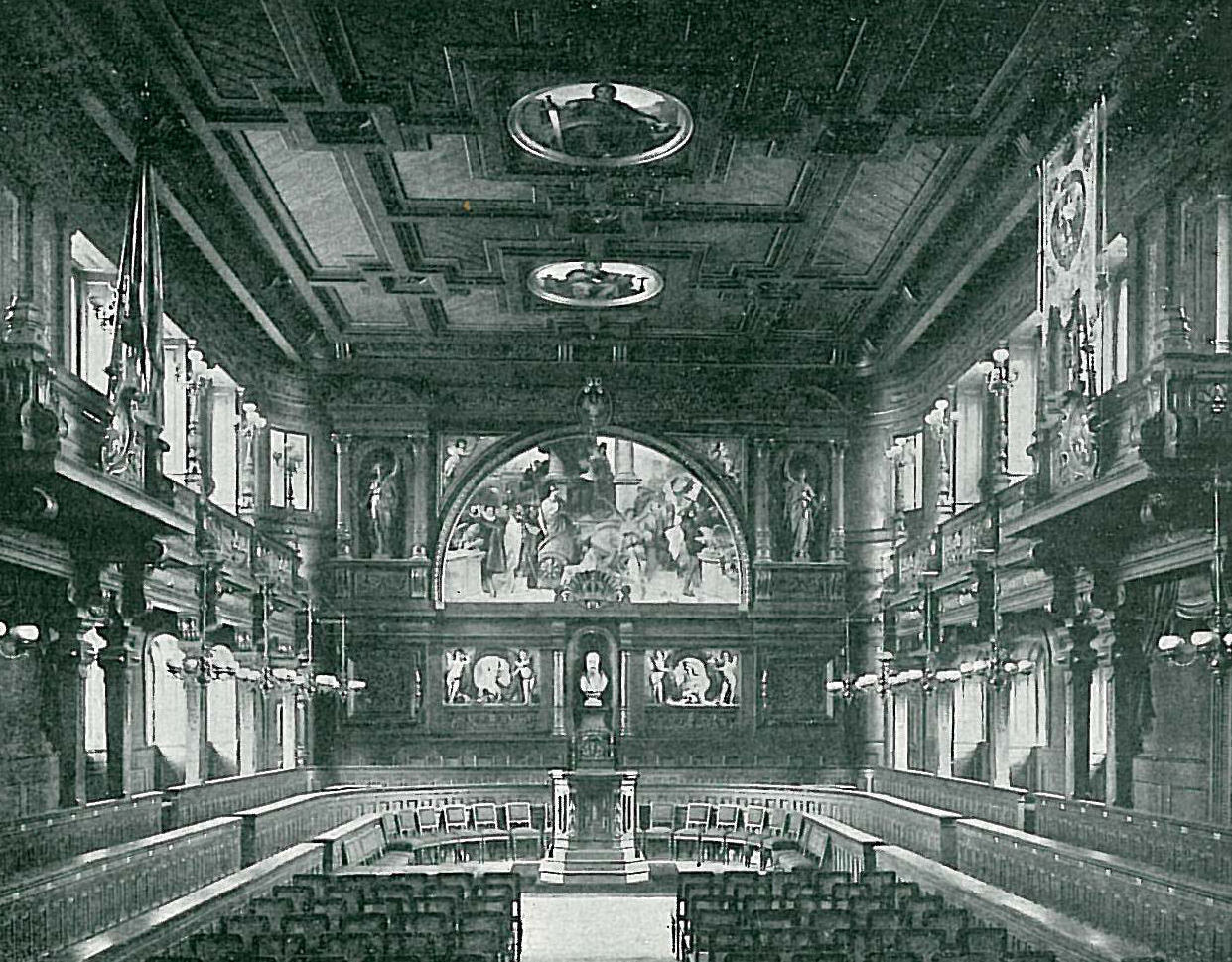
L'Alte Aula, auditorium de la « vieille » université, 1896.

Napoléon attribue la partie du Palatinat située sur la rive droite du Rhin à Charles-Frédéric de Bade et l'intègre au grand-duché de Bade à partir de 1806. Par le 13e édit d'organisation de l'université en 1803, l'université devient un établissement financé par le grand-duché avec à sa tête Charles-Frédéric de Bade. Rapidement, le grand-duc est considéré comme le second fondateur de l'université, qui prend alors le nom de Ruprecht-Karls ou Ruperto Carola.
En 1804, Clemens Brentano rejoint Heidelberg et y introduit le romantisme. Ses écrits et ceux de ses amis, Achim von Arnim, Ludwig Tieck, Joseph Görres et Joseph von Eichendorff, sont inspirés par les vieilles chansons allemandes et la beauté du paysage du château surplombant le Neckar.
Heidelberg devient un centre de libéralisme et du mouvement en faveur de l'unité nationale allemande. Malgré l'interdiction des associations d'étudiants promulguée en 1810, des Corps regroupant des étudiants originaires de la même région se créent, puis la première Burschenschaft est créée en 1817 avec pour devise « Gloire, Liberté, Patrie »,. Dès lors, les associations d'étudiants exercent une forte influence, d'abord patriotique puis politique. Les professeurs de Heidelberg sont les défenseurs importants du Vormärz et bon nombre d'entre eux sont membres du premier parlement allemand librement élu, le Parlement de Francfort de 1848. Pendant la fin du XIXe siècle, il règne à l'université un esprit très libéral et large d'esprit, stimulé par un cercle de professeurs autour de Max Weber et d'Ernst Troeltsch.

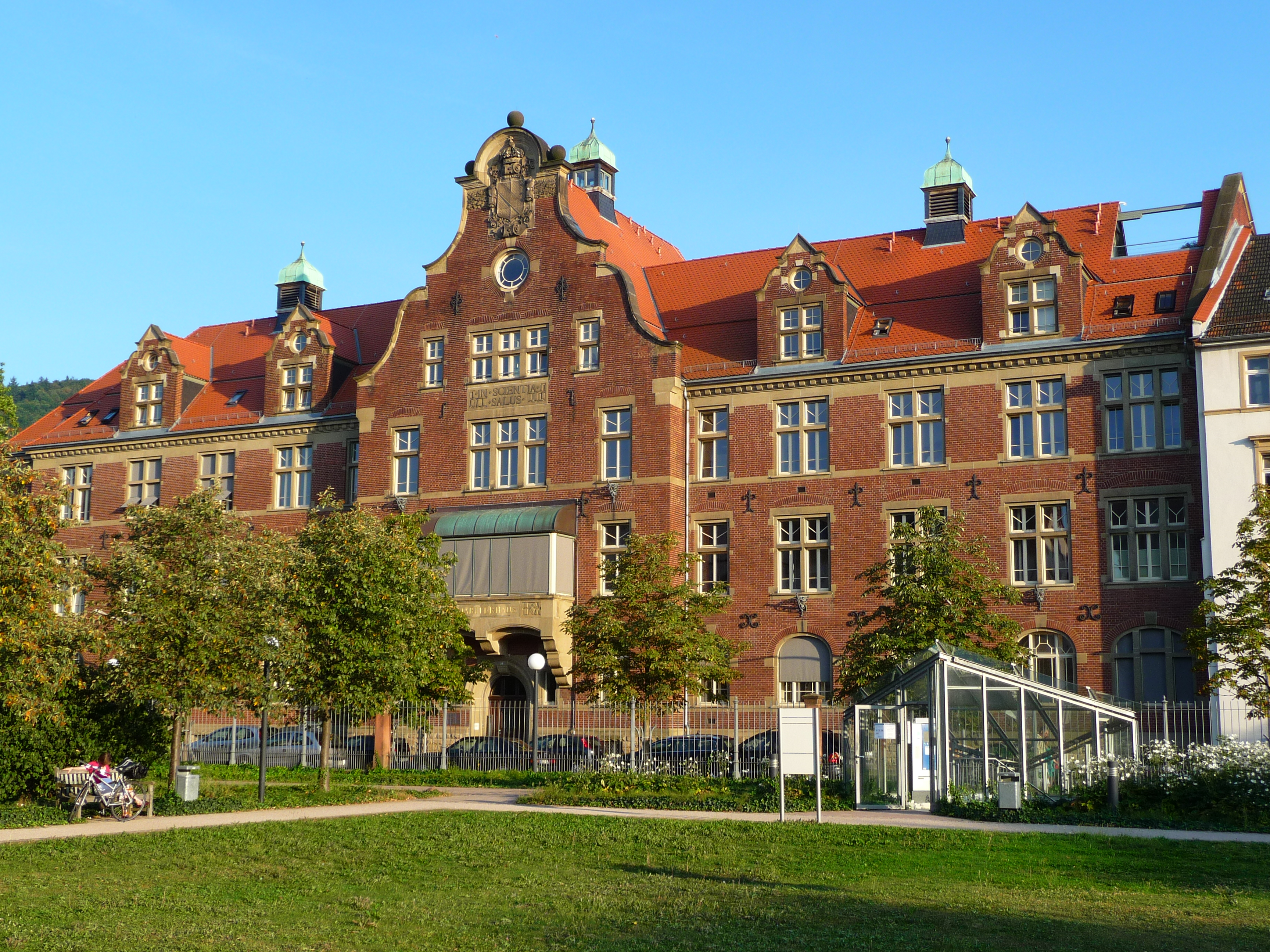
La Samariterhaus ou Czernyklinik, construite de 1905 à 1906, un bâtiment de l'ancienne clinique de Bergheim,.

Du point de vue académique, l'université de Heidelberg est alors particulièrement connue pour son école de droit réputée au niveau national.
En 1859, Robert Bunsen et Gustav Kirchhoff inventent la spectroscopie, ce qui leur permet de découvrir en 1860 le césium et le rubidium, et c'est également dans leur laboratoire qu'est inventé le bec Bunsen.

### La république de Weimar, le troisième reich et l'immédiate après-guerre (1919-1950)
La « nouvelle » université est inaugurée en 1931. Sa construction a été en grande partie financée à la suite d'une collecte de fonds aux États-Unis organisée par Jacob Gould Schurman, un ancien élève de l'université de Heidelberg et ambassadeur des États-Unis en Allemagne de 1925 à 1930.
À partir de 1933, des raisons politiques et racistes sont invoquées pour exclure des étudiants et membres du personnel de l'université juifs, communistes, mariés à des juifs ou opposants au régime. L'université perd ainsi un tiers des membres de son corps professoral. La plupart des enseignants expulsés s'exilent ; parmi ceux qui restent en Allemagne, deux professeurs meurent en déportation. 27 étudiants sont également exclus en raison de leurs sympathies communistes et interdits d'étudier dans une université allemande, parmi lesquels Sophie Berlinghof.
Le 17 mai 1933, les membres de l'université et les étudiants participent à un autodafé sur Universitätsplatz (Place de l'Université). L'inscription au-dessus de l'entrée principale de la nouvelle université est changée : « L'esprit vivant » devient « L'esprit allemand ». L'université participe à l'eugénisme nazi : des stérilisations contraintes sont effectuées à la clinique des femmes et la clinique psychiatrique alors dirigée par Carl Schneider est impliquée dans le Programme Aktion T4 d'euthanasie,.

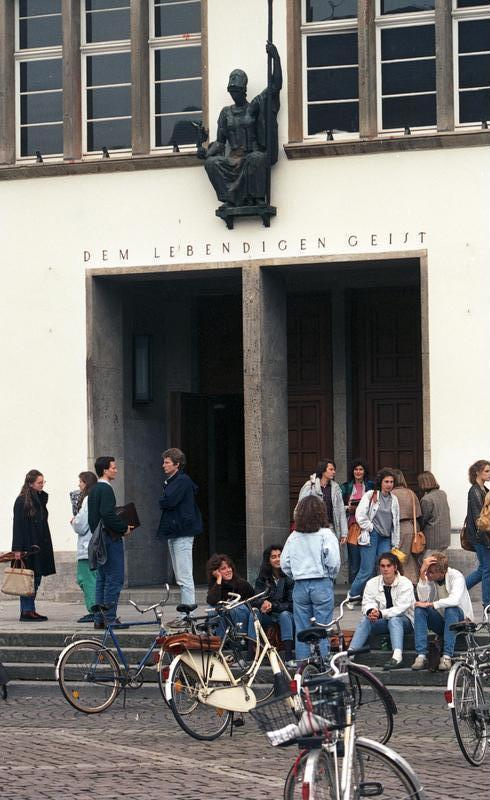
L'entrée de la nouvelle université, surmontée du texte « L'esprit vivant » et d'une sculpture de Pallas-Athénée, juin 1998.

Les troupes américaines entrent dans Heidelberg le 1er avril 1945 et ferment l'université. Le lendemain, les membres du Counter Intelligence Corps (CIC) commencent à étudier les activités nazies de l'université. En parallèle, ils contribuent à mettre en place le « Comité des treize » visant à la réouverture de l'université. Ce groupe de professeurs parmi lesquels figurent l'économiste antinazi Alfred Weber et le philosophe Karl Jaspers prépare une nouvelle constitution pour l'université. Les nouveaux statuts donnent à l'université l'obligation de servir « l'esprit vivant de la Vérité, de la Justice et de l'Humanité ». L'université rouvre ses portes progressivement : la faculté de médecine entame la marche le 1er novembre 1945, puis vient la faculté de théologie en décembre et enfin la réouverture complète a lieu le 15 janvier 1946.
Les Studentenverbindung (sociétés d'étudiants) sont interdites par les autorités américaines. Ces fraternités duellistes ne font pas non plus partie des plans du Comité des treize qui cherche d'autres solutions pour intégrer les étudiants dans une université démocratique. Inspiré par les colleges anglais d'Oxford et de Cambridge, le professeur Karl Heinrich Bauer, qui devient le premier recteur d'après-guerre, propose la création du Collegium Academicum.

### L'université de masse
Pendant les années 1960 et les années 1970, le nombre d'étudiants à l'université s'est considérablement développé, passant de 5 200 en 1954 à 10 900 en 1962 pour atteindre 21 000 étudiants en 1979. La Ruperto Carola se transforme alors en « université de masse », ce qui rend nécessaire une réforme des structures. À cette fin, l'université reçoit des dotations supplémentaires pour se réorganiser et l'État du Bade-Wurtemberg promulgue une loi le 1er avril 1968 qui institue des principes démocratiques au sein de l'université. L'université de Heidelberg doit donc se doter de nouveaux statuts ; ceux-ci font d'une part passer le nombre de facultés de cinq à seize et d'autre part créent une assemblée statutaire (Grundordnungsversammlung) au sein de laquelle les catégories de membres de l'université sont représentées proportionnellement. Cette nouvelle structure ne fonctionne pas comme prévu et conduit à une politisation de l'université.
Au cours de 1967, en raison de la présence du quartier général des forces américaines, Heidelberg devient une des scènes principales des protestations d'étudiants de gauche en Allemagne, après Berlin et Francfort. Le 29 mai 1968, le parlement des étudiants (AStA) est suspendu par le recteur.
Le Collegium Academicum, devenu un symbole des mouvements étudiants, est dissous en 1975 et les bâtiments de la Alte Kaserne (vieille caserne) sont rénovés et transformés en bâtiments administratifs. À la périphérie de la ville, dans la région de Neuenheimer Feld, un grand campus pour la médecine et les sciences expérimentales est construit.
En 2009, environ 28 266 étudiants sont inscrits à l'université de Heidelberg. Le corps enseignant compte 4 824 membres à plein temps, dont 406 professeurs d'université. En 2007, l'université est sélectionnée dans le cadre de l'initiative d'excellence allemande conduite par le ministère fédéral de l'éducation et de la recherche et de la Deutsche Forschungsgemeinschaft pour améliorer le système universitaire du pays en établissant un petit réseau d'universités particulièrement bien établies.

## Structure et organisation

### Organisation

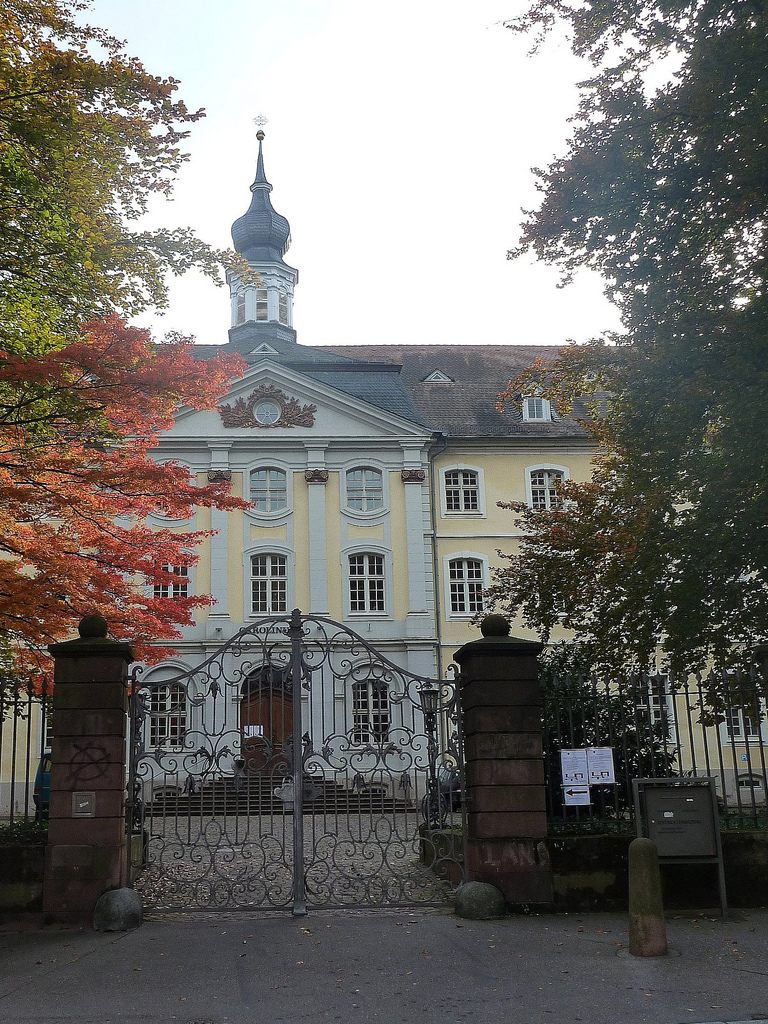
Le Carolinum abrite depuis 1976 l'administration centrale.

Le Rectorat constitue le pouvoir exécutif de l'université. Le recteur est élu pour un mandat de six ans. Le poste est tenu par Bernhard Eitel depuis 2007. Le rectorat comprend le chancelier (Marina Frost), responsable de l'administration centrale et des finances, et quatre vice-recteurs qui sont responsables respectivement des relations internationales, de l'enseignement, de la qualité, et des infrastructures et de la recherche.
Le Sénat constitue le pouvoir législatif de l'université. Le recteur et les membres du rectorat sont sénateurs ex officio, ainsi que les doyens des facultés, et le responsable de l'égalité des chances de l'université. Vingt sénateurs sont élus pour un mandat de quatre ans selon la répartition suivante : huit professeurs d'université, quatre membres de faculté, quatre membres du personnel académique, quatre délégués des étudiants et quatre employés de l'administration de l'université.
Le Universitätsrat (conseil de l'université) est le conseil de surveillance des deux entités précédentes ; il est responsable de l'élection du recteur et du chancelier, de la validation de la structure et des développements de l'université et de la validation des comptes. Ses membres (six externes à l'université, cinq internes) sont nommés par le ministre de la Science du Bade-Würtemberg.
Le budget total de l'année 2009 est de 603,8 millions d'euros (298,7 millions d'euros hors médecine), dont 345,5 millions d'euros en provenance de l'État de Bade-Wurtemberg, 13 millions d'euros des frais d'inscription et 180,5 millions d'euros de sources tierces. Ces dernières sont principalement le Deutsche Forschungsgemeinschaft (74,9 millions d'euros), le ministère fédéral de l'Éducation et de la Recherche (26,6 millions d'euros), l'Union européenne (10,3 millions d'euros) et l'industrie (26,4 millions d'euros).
En 2009, l'université compte 12 399 personnes (7 400 hors médecine), dont 600 environ travaillent dans le cadre des projets de l'initiative d'excellence.

### Facultés

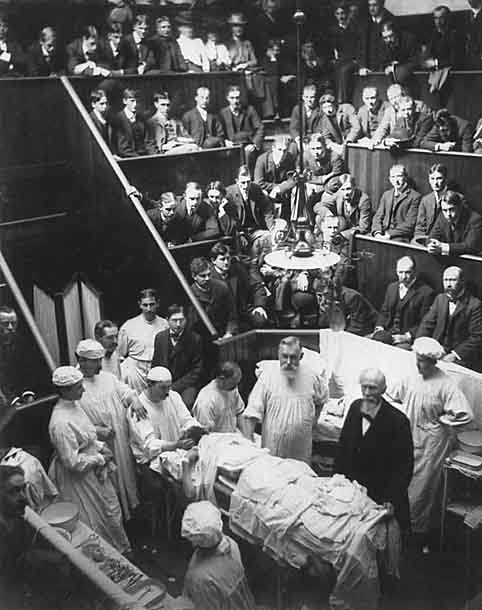
Opération par Vincenz Czerny, professeur de chirurgie de 1877 à 1906.

Depuis la réforme structurale de 2002, entrée en vigueur pour le semestre d'hiver 2002-2003, l'université se compose de douze facultés. Conformément au Universitätsgesetz (« UG », ou « loi sur les universités ») du Baden-Württemberg de mars 2000, chaque faculté compte au minimum vingt chaires, à l'exception de la faculté de théologie régie par le Staats-Kirchen-Vertrag de 1931 (accord entre l'État et l'Église).

#### Sciences expérimentales, mathématiques et informatique
Le pôle Sciences expérimentales, mathématiques et informatique comporte quatre facultés :
- la faculté des « Sciences de la vie », créée en 2002 par fusion des facultés de biologie et de pharmacie[62]. Elle comprend l'institut de zoologie, l'institut de science des plantes (dont le jardin botanique, créé en 1593), la neurobiologie et l'institut de pharmacie et de biotechnologies moléculaires[64] ;
- la faculté de « Chimie et sciences de la terre », réformée en 2002[62]. Elle est responsable de l'enseignement en chimie, géographie et sciences de la terre (géologie, paléontologie, minéralogie)[65] et comprend les instituts de chimie organique, chimie inorganique, physico-chimie, géographie et sciences de la terre[66] ;
- la faculté de « Mathématiques et informatique » comprend les instituts de mathématiques (1913), de mathématiques appliquées (1957) et d'informatique (2001)[67] ;
- la faculté de « Physique et astronomie » établie en 1970 comprend les instituts de physique, de physique environnementale, de physique théorique et l'institut Kirchhoff de physique[68].

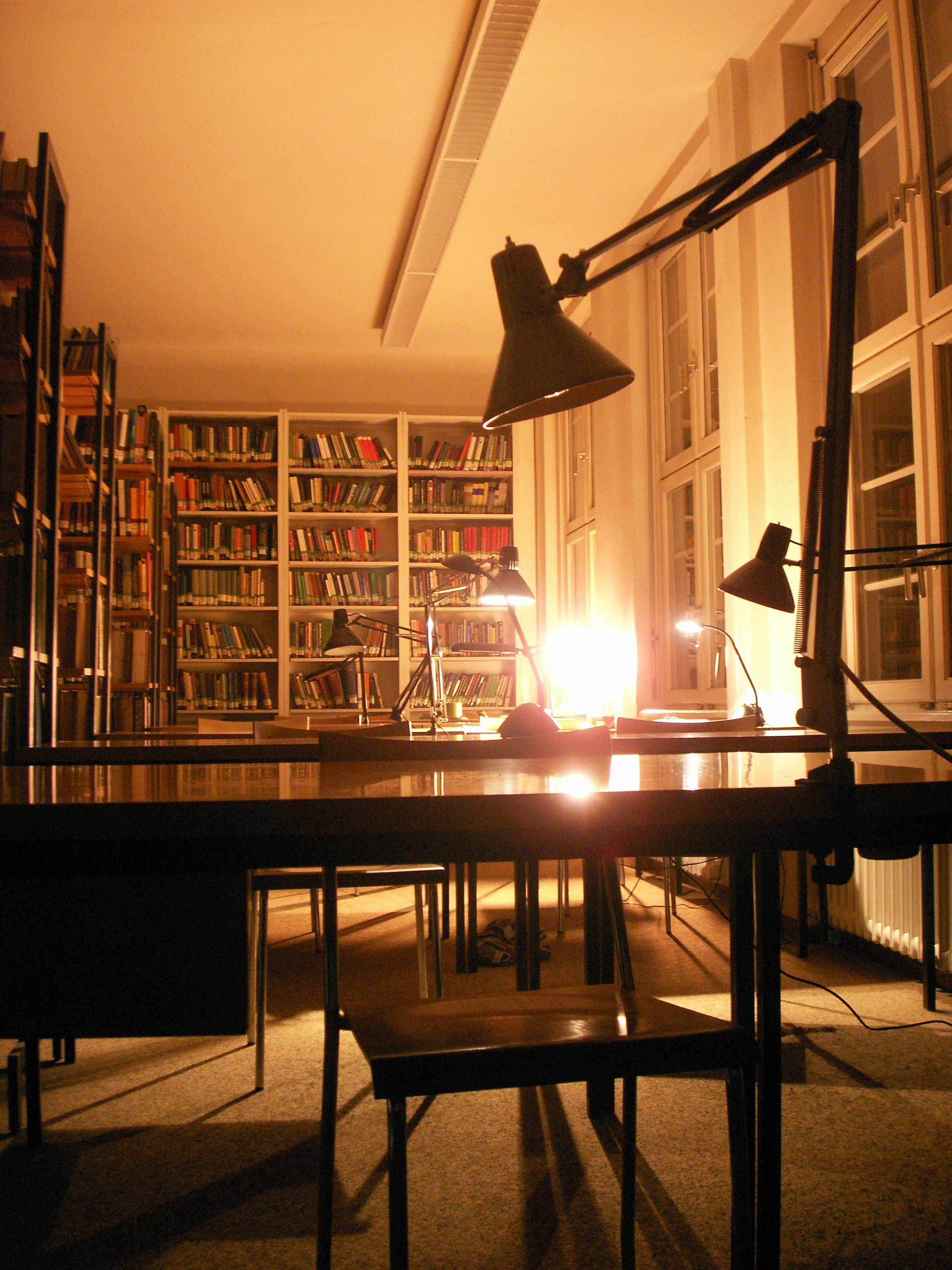
Bibliothèque de la faculté de philosophie.

#### Arts libéraux et théologie
Le pôle Arts libéraux et théologie comporte trois facultés :
- la faculté de philosophie, établie en 2002 par la fusion des facultés d'histoire-philosophie et « d'orientalisme et d'archéologie »[62]. Elle est constituée depuis 2004-5 de sept instituts et séminaires[69]. La faculté propose 27 matières[70] ;
- la faculté de langues vivantes comporte les départements d'études germaniques[N 5], trois départements de langues étrangères (l'institut d'études anglaises[N 6], l'institut des langues romanes[N 7] et l'institut des langues slaves[N 8]) et un institut d'études linguistiques et culturelles[N 9],[71] ;
- la faculté de théologie, établie en 1386 propose en 2010 cinq matières principales : l'étude de l'Ancien Testament, l'étude du Nouveau Testament, l'histoire de l'Église, la théologie systématique et la théologie pratique et comprend un institut d'études diaconales[N 10] et un institut œcuménique[N 11],[72].

#### Droit, économie et sciences sociales
Le pôle Droit, économie et sciences sociales comporte trois facultés :
- la faculté de droit, établie en 1386 et active dans la plupart des disciplines juridiques, propose un programme de Legum Magister in Rechtswissenschaften (LL. M.) qui peut être continué par un doctorat[73] ;
- la faculté de sciences sociales et économiques, créée en 2002[62]. Elle comprend les instituts d'études politiques, de sociologie et l'institut Alfred Weber d'économie[74] ;
- la faculté d'études comportementales et culturelles, issue en 2002 de la faculté des « Études sociales et comportementales »[62]. Elle comprend les instituts de psychologie, d'anthropologie sociale et culturelle, de l'enseignement, des sports et de gérontologie[75].

#### Médecine
Et enfin, le pôle Médecine comporte deux facultés :
- la faculté de médecine de Heidelberg, dont l'origine remonte à la création de l'université et qui a pris son essor au XIXe siècle. La faculté travaille en étroite collaboration avec le Centre hospitalier universitaire de Heidelberg qui comporte une vingtaine de cliniques universitaires[76] ;
- la faculté de médecine de Mannheim, créée en 1964[77].

### Instituts pluridisciplinaires et centres de recherche

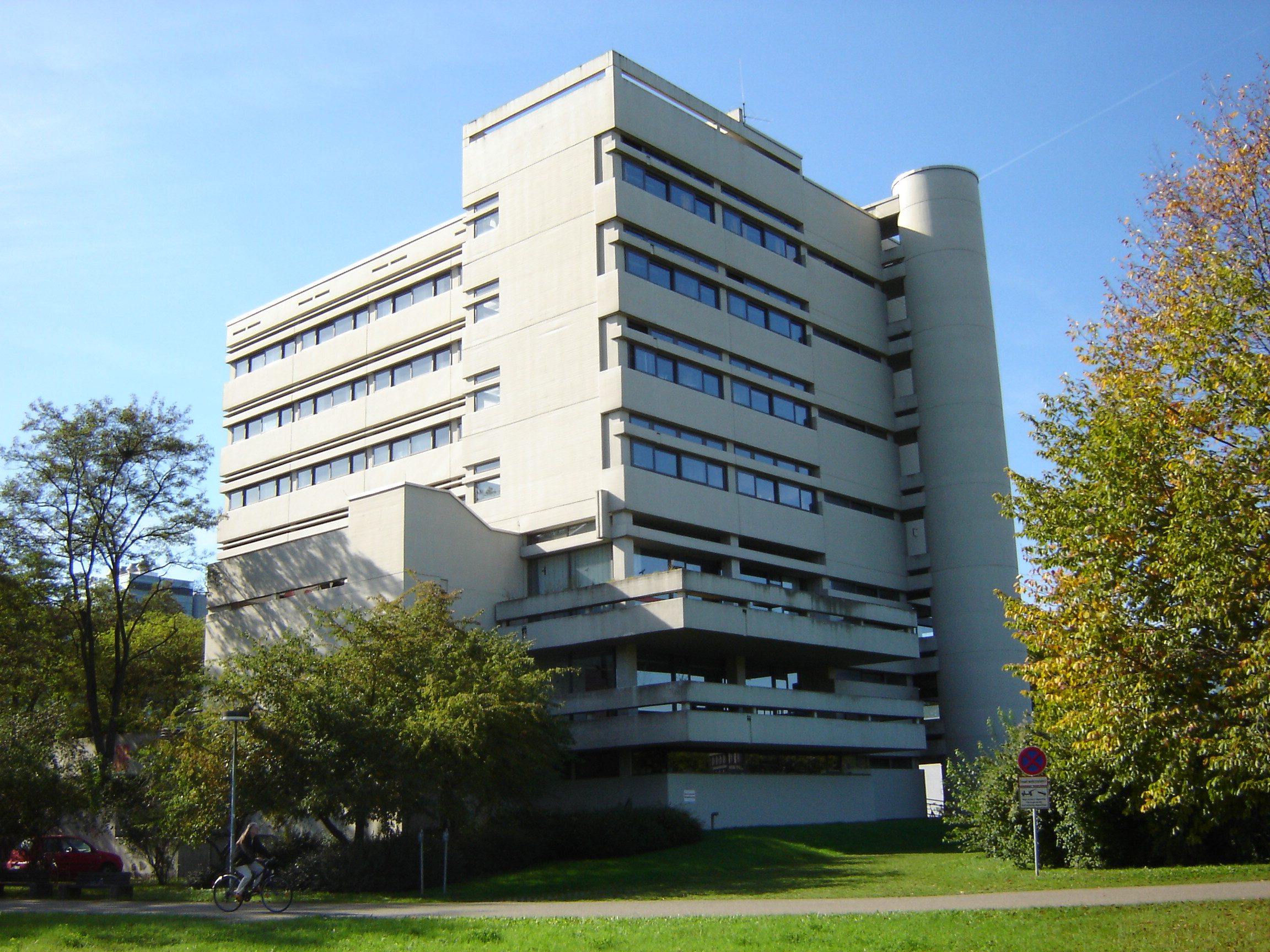
Institut de l'Asie du Sud.

L'université comprend les instituts pluridisciplinaires et les centres suivants :
- Institut de l'Asie du Sud[N 12] (SAI), fondé en 1962, c'est un centre d'enseignement et de recherche spécialisé dans les pays suivants : le Bangladesh, le Bhoutan, l'Inde, les Maldives, le Népal, le Pakistan et le Sri Lanka pour les aspects sociaux, économiques, géographiques et culturels[79] ;
- Forum international de recherche[N 13] (IWH), établi en 1986[80] ;
- Centre interdisciplinaire de Calcul Scientifique[N 14] (IWR), fondé en 1987, il comporte neuf groupes de recherche en 2010[81] ;
- Centre de biologie moléculaire de l'université de Heidelberg[N 15] (ZMBH) ;
- Centre de biochimie de l'université de Heidelberg[N 16] (BZH), fondé en 1997, il participe à l'enseignement de la biochimie dans les facultés de Biologie, chimie et médecine et possède ses propres groupes de recherche qui étaient 13 en 2010[82] ;
- Centre interdisciplinaire de neurosciences[N 17] (IZN), fondé en 2000[83] ;
- Centre astronomique de l'université de Heidelberg[N 18] (ZAH) qui comporte l'Institut de calcul astronomique[N 19] (ARI), l'Observatoire du Königstuhl[N 20] (LSW) et l'institut d'astrophysique théorique[N 21] (ITA). L'institut travaille en collaboration avec la faculté de physique et d'astronomie ainsi qu'avec l'Institut Max-Planck de physique nucléaire (MPIK) et l'Institut Max-Planck d'astronomie (MPIA). Les publications régulières de l'ARI incluent le Catalogue Gliese des étoiles voisines, et deux Fundamental Katalog (FK5 et FK6) ;
- Centre d'études américaines[N 22] (HCA), fondé in 2003, il collabore avec six facultés dans dix matières[84]. Le centre est financé aux deux tiers par des donateurs privés et depuis 2006, ses locaux se trouvent dans le Palais Curt et Heidemarie Engelhorn[84] ;
- Centre international interdisciplinaire de recherche en théologie[N 23] (FIIT), établi en 2005[85] ;
- Centre pour l'investissement social[N 24] (CSI), créé en juillet 2006 comme centre d'excellence pour l'université dans le domaine de l'investissement social, des organisations non gouvernementales, de la philanthropie et de la société civile[86] ;
- Institut d'Informatique Technique[N 25] (Ziti), situé à Mannheim où il a été fondé en 1996, il fait partie de l'université de Heidelberg depuis 2007[87] ;
- BioQuant, centre pour l'analyse quantitative des biosystèmes moléculaires et cellulaires, établi comme centre en 2007, il propose des outils, méthodes et des plates-formes technologiques à environ 40 groupes de recherches (internes mais aussi externes à l'université) qui lui sont affiliés[88]

### Bibliothèques et collections

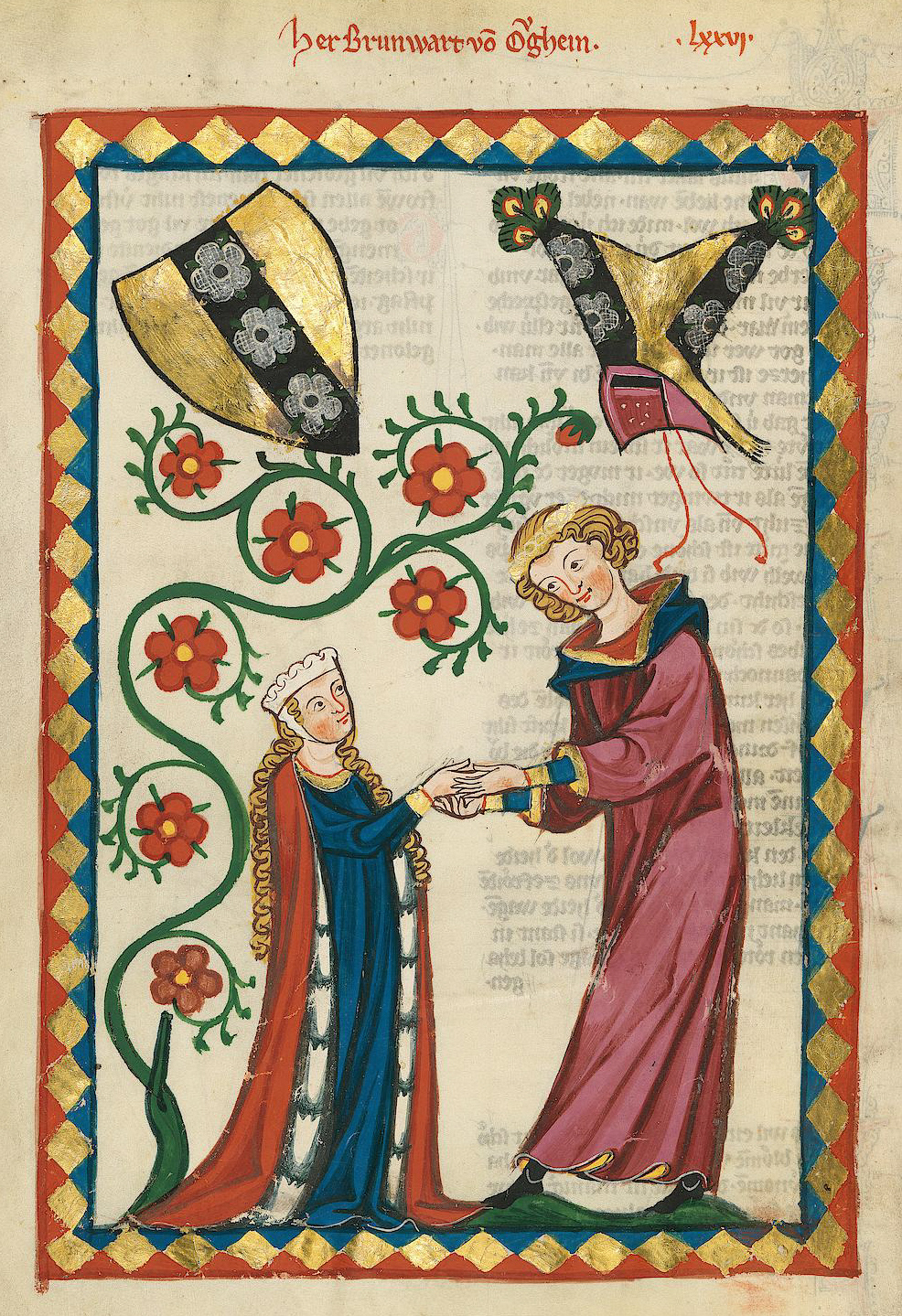
Le manuscrit le plus célèbre de la bibliothèque, le Codex Manesse.

La Universitätsbibliothek est la bibliothèque principale de l'université, et constitue, avec les 68 bibliothèques décentralisées des facultés et des instituts, un ensemble de ressources universitaires comportant approximativement 6,7 millions de livres imprimés. Selon un classement établi en 2010, elle est la bibliothèque universitaire la plus utilisée en Allemagne et elle se situe globalement parmi les trois établissements de tête,.
Au milieu du XVe siècle, un premier bâtiment destiné à la bibliothèque de l'université fut construit. Le bâtiment actuel date de 1905. Depuis 1978, la bibliothèque universitaire dispose d'un bâtiment sur le campus de Neuenheimer Feld destiné aux instituts scientifiques et médicaux.
Les réserves de la bibliothèque ont dépassé le million d'ouvrages en 1934. En 2011, la bibliothèque principale comprend environ trois millions de livres, environ 490 000 autres médias tels que des microfilms et des cassettes vidéo, ainsi que 10 996 périodiques scientifiques. Par ailleurs, elle possède 6 800 manuscrits, et 1 800 incunables, 110 500 documents divers tels que des cartes, peintures et photographies. Les bibliothèques décentralisées des facultés et des instituts sont riches de 2,96 millions de livres imprimés supplémentaires. En 2010, 41 500 utilisateurs actifs de la bibliothèque de l'université ont accédé à 1,9 million de livres. L'offre conventionnelle de livres est complétée par de nombreux services électroniques : environ 55 600 publications académiques sont accessibles électroniquement.
En plus des manuscrits et incunables de sa bibliothèque, en particulier le codex Manesse, l'université possède diverses collections ouvertes au public en permanence ou lors d'expositions temporaires.

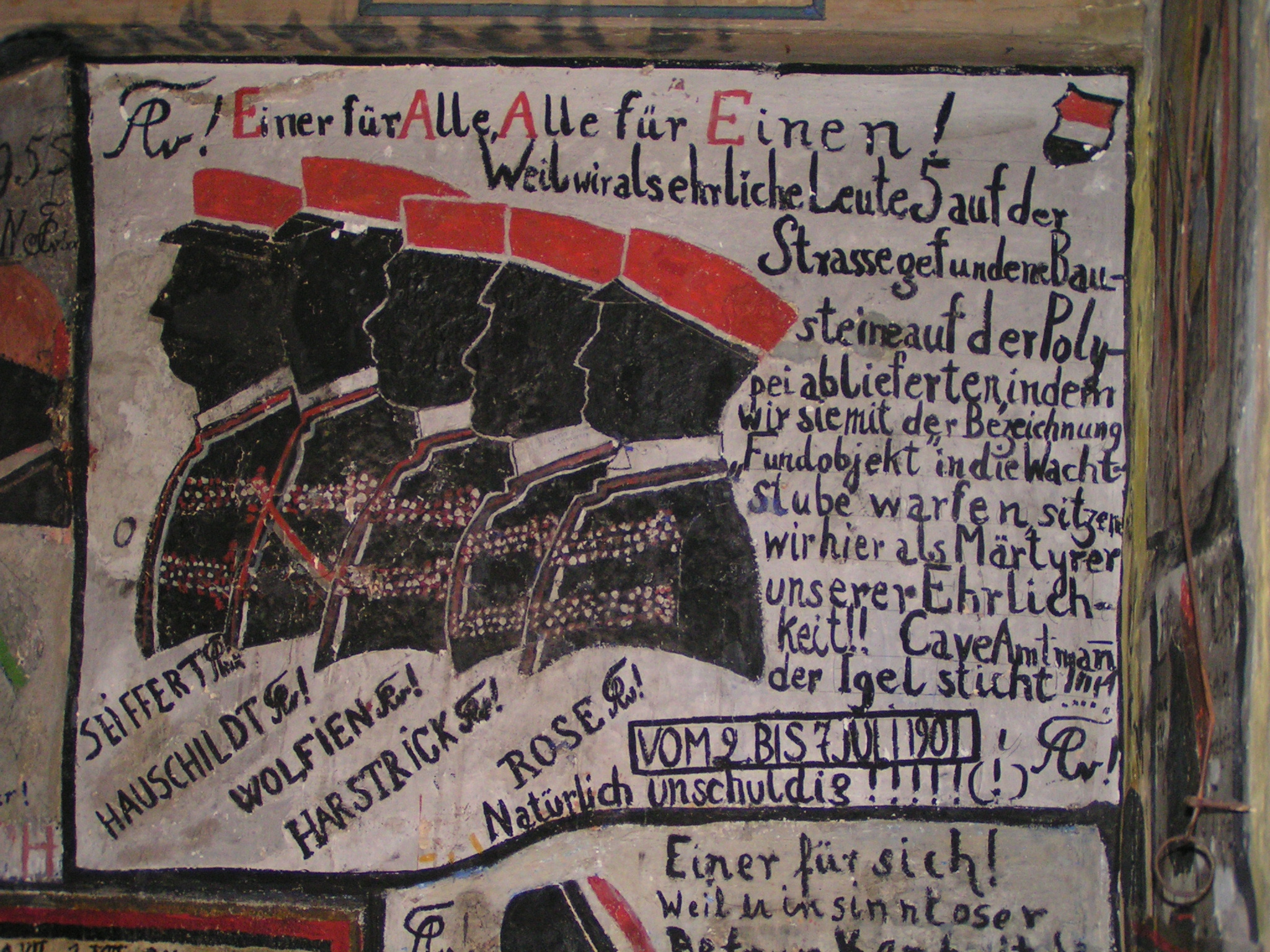
Un graffiti du cachot des étudiants (Studentenkarzer).

Le département des archives de l'université se charge de collecter la « mémoire de l'université » dont la consultation est publique, hors restrictions légales. Destiné à un public plus large, le musée de l'université présente l'histoire de l'université de sa fondation jusqu'en 1986 dans le bâtiment historique dit de la Alte Universität. Dans ce même bâtiment, on peut visiter l'Alte Aula, l'auditorium de l'université décoré d'une peinture murale allégorique réalisée en 1886 par le peintre Ferdinand Keller à l'occasion du 500e anniversaire de l'université. Le « cachot des étudiants » (Studentenkarzer), mis en service en 1790, donne par ses nombreux graffitis une idée de la vie étudiante de l'époque. Il a été utilisé jusqu'au début du XIXe siècle.
L'université possède plusieurs collections archéologiques. La collection de l'institut d'archéologie est issue de l'Antiquarium Creuzerianum donné en 1846 par Georg Friedrich Creuzer à l'université et enrichie par ses successeurs. Cette collection est composée notamment de moulages de sculptures antiques dont certaines sculptures du Parthénon. La collection de l'institut d'égyptologie a été constituée par Hermann Ranke, en partie lors des « fouilles badoises » de 1913 à 1914. La collection Uruk-Warka de l'institut de préhistoire et de protohistoire, provient du site mésopotamien d'Uruk.
Depuis 1979, le musée de l'institut de zoologie présente au public plus de 4 000 animaux naturalisés, longtemps utilisés à des fins d'enseignement et de recherche. Il est issu du « Cabinet de zoologie » créé en 1819 par Friedrich Tiedemann et qui comptait déjà 2 400 pièces en 1841.
Le jardin botanique est créé en 1593 en tant qu'hortus medicus, il change ensuite sept fois d'emplacement, le septième étant l'emplacement de Neuenheimer Feld utilisé depuis 1915. Ernst Pfitzer, Professeur de botanique de 1872 à 1906, constitua la première collection d'orchidées du jardin mais celle-ci fut détruite à la fin de la Seconde Guerre mondiale. Werner Rauh, directeur du jardin de 1960 à 1982 a développé les collections de cactus, plantes grasses, broméliacées et d'orchidées.
La collection Prinzhorn rassemble environ 5 000 œuvres réalisées par des patients de l'hôpital psychiatrique et principalement collectées par Hans Prinzhorn entre 1919 et 1921.

### Activités internationales
L'université de Heidelberg a des accords d'échanges avec environ trois cents établissements d'enseignement supérieur et participe à dix-neuf partenariats internationaux. L'université est membre fondateur du groupe de Coimbre ainsi que de la Ligue européenne des universités de recherche.
En 2001, l'université de Heidelberg a fondé sa première représentation à l'étranger : le Centre pour l'Amérique latine à Santiago du Chili. Il a la responsabilité de l'organisation, de la gestion, et de la promotion des cours assurés par l'université de Heidelberg ou en coopération avec l'Université pontificale catholique du Chili et l'université du Chili. L'université de Heidelberg a mis en place des accords de coopération avec ces deux universités. Le centre a la responsabilité de programmes d'éducation postgraduate. Il coordonne également les activités de l'université de Heidelberg en Amérique latine, et fournit une plate-forme pour la coopération scientifique.
L'université est également représentée par un bureau de liaison à New York. Ses tâches principales sont la promotion des collaborations existantes, la constitution de nouveaux réseaux, la création des programmes d'étude communs, et le maintien et l'expansion des contacts académiques avec les universités américaines.

## Implantations
L'université de Heidelberg dispose de ses propres bâtiments depuis 1393. Par la suite l'université se développe dans la vieille ville de Heidelberg, puis à partir de 1869 elle se développe à l'est de la vieille ville, dans le quartier de Bergheim et à partir des années 1930 au nord de la ville sur l'autre rive du Neckar dans le quartier de Neuenheimer Feld.
En plus de ces trois implantations principales, la faculté de physique est située à l'ouest du quartier de Neuenheim sur Philosophensweg et l'observatoire d'astronomie se situe sur la montagne de Königstuhl (Odenwald), au-dessus du château de Heidelberg.

### La vieille ville

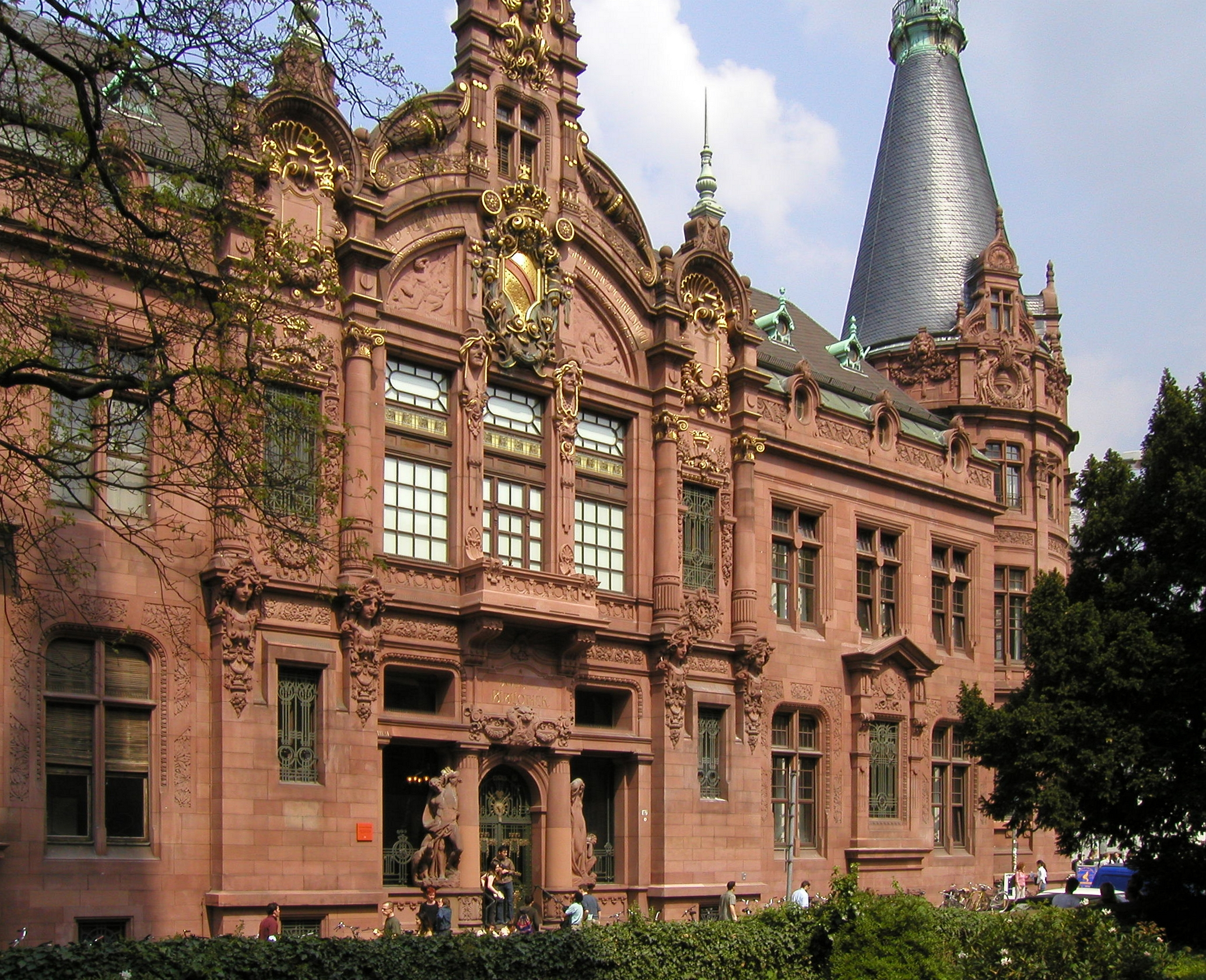
Le bâtiment principal de la bibliothèque universitaire, construit en 1905.

La place de l'université (Universitätsplatz) est au centre de l'implantation universitaire dans la vieille ville. Il s'agit également du cœur historique de l'université puisque la Augustinergasse, qui débouche sur la place, tient son nom de l'ancien monastère des augustins où les premiers cours eurent probablement lieu. Sur cette place, on trouve la « vieille » université de 1735, la « nouvelle » université de 1931 ainsi que la Seminarienhaus (maison des instituts) de la fin des années 1970 dans laquelle se trouve le restaurant universitaire (Mensa) de la Grabengasse. À quelques pas de la place, on trouve le bâtiment principal de la bibliothèque universitaire, l'administration centrale, l'institut de langues romanes, l'ancienne faculté de droit et le Marstallhof, anciennes écuries qui abritent aujourd'hui des instituts, le musée d'archéologie, un restaurant universitaire ainsi que le siège du Studentenwerk de Heidelberg, service local des étudiants.

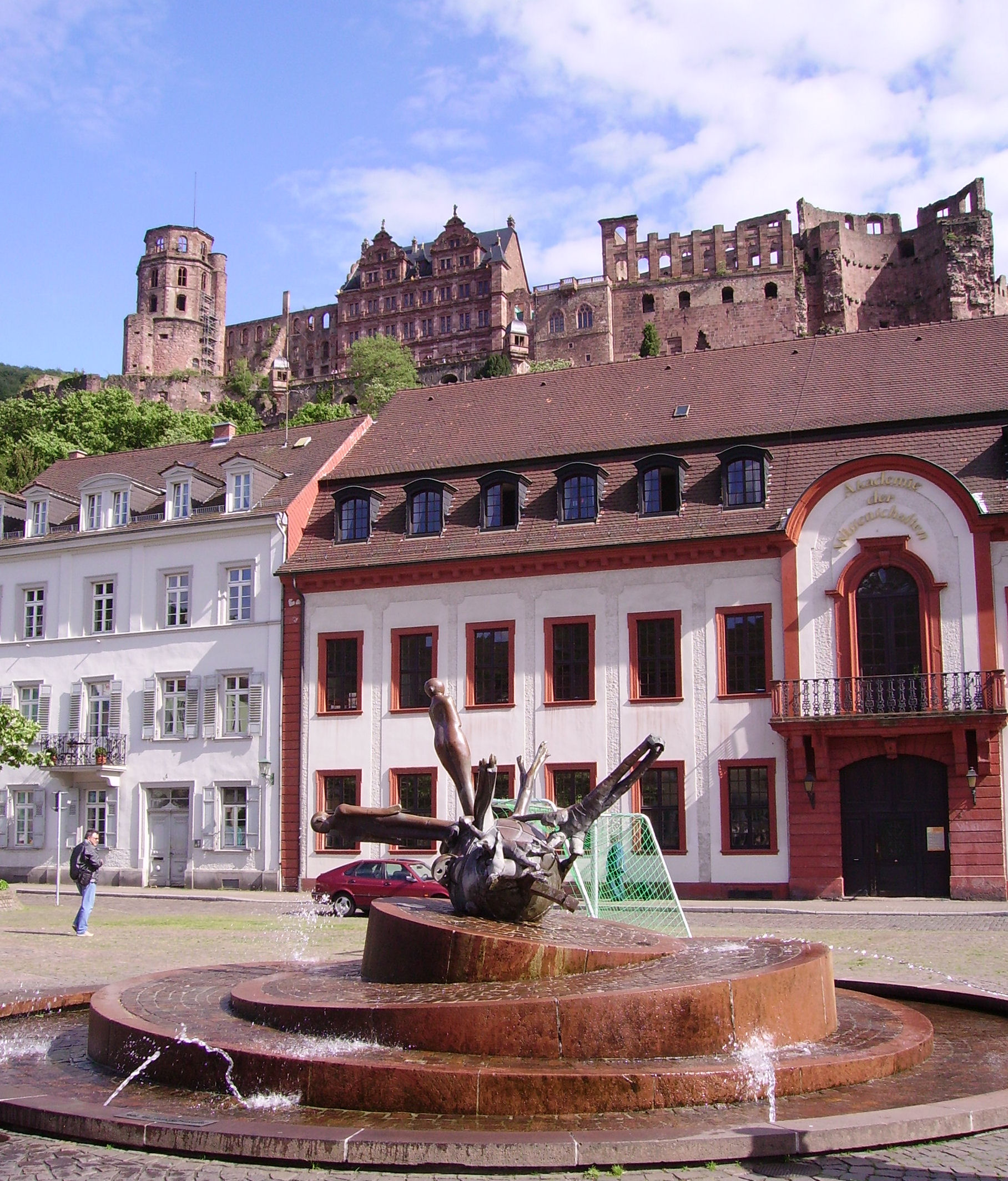
Karlsplatz, la fontaine Sebastian-Münster et l'académie des sciences.

À l'est de la place de l'université et de l'église du Saint-Esprit, se trouve la Karlsplatz au centre de laquelle une fontaine rend hommage à la Cosmographie de Sebastian Münster. Autour de la place se trouvent l'académie des sciences et l'institut d'études germaniques qui réside en partie dans le Palais Boisserée, un bâtiment baroque datant de 1703-1705 et dans lequel Goethe s'est rendu en 1814 et en 1815. Les instituts de théologie se trouvent également dans ce secteur.
Les autres bâtiments situés dans la vieille ville se trouvent à l'ouest de la place de l'université, à proximité de l'Akademisestraße et de la Brunnengasse. L'institut de psychologie se trouve dans l'ancien institut d'anatomie ainsi que le Friedrichsbau qui se situe à l'emplacement de l'ancien couvent de dominicains et dans lequel résidèrent Helmholtz et de Gustav Kirchhoff. En face du Friedrichsbau, on trouve la Maison du Géant (Haus zum Riesen) et l'ancien institut de chimie où Gustav Kirchhoff et le chimiste Robert Bunsen conduisirent leurs expériences et qui abrite maintenant des salles de cours et de nombreux instituts de la faculté de langues étrangères.

### Le quartier de Bergheim

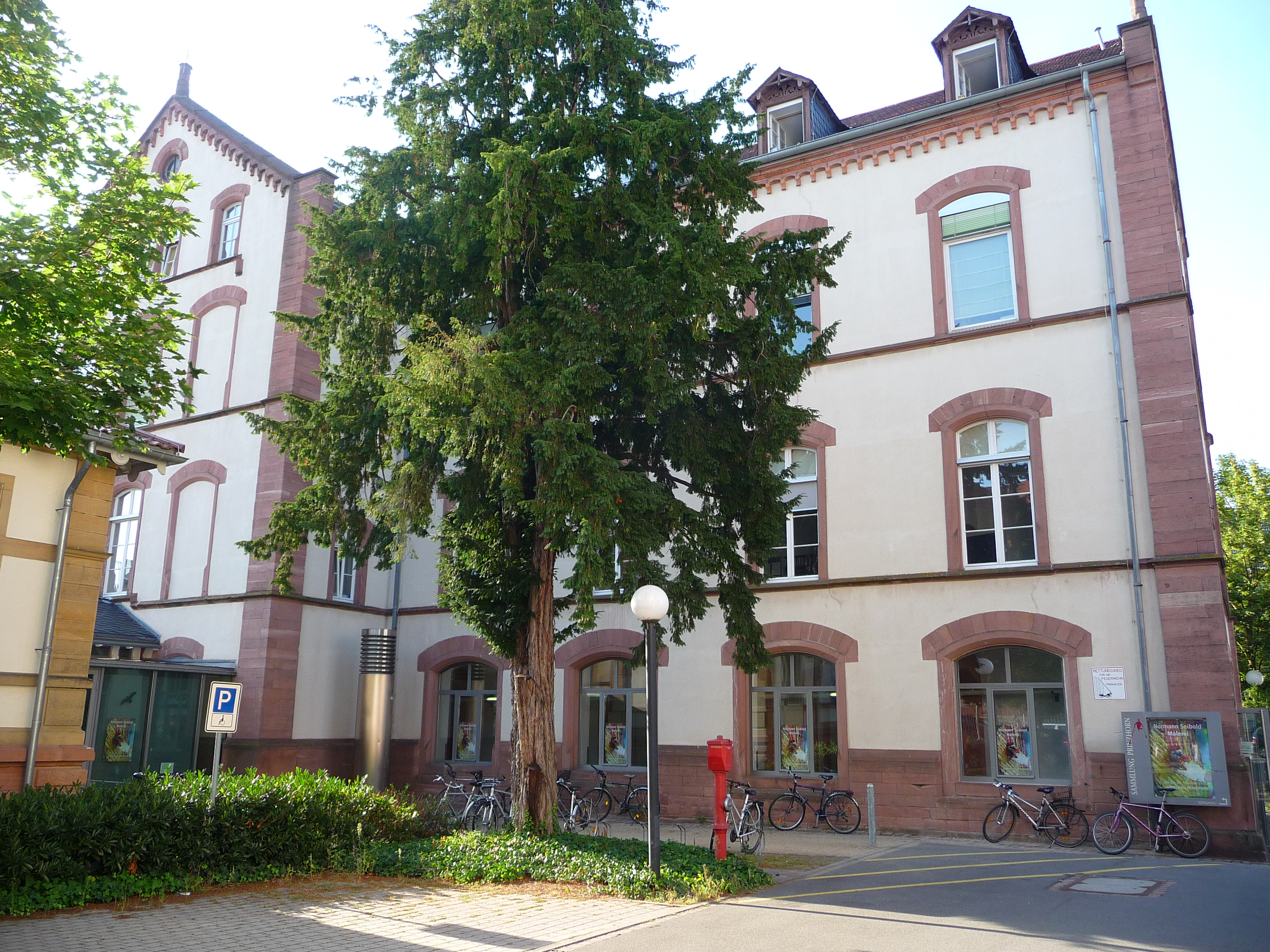
L'entrée de la collection Prinzhorn.

De 1869 à 1876, de nouveaux bâtiments sont construits dans le quartier de Bergheim, pour l'hôpital universitaire de Heidelberg créé en 1855 qui comprend de nombreux services (chirurgie, gynécologie, médecine générale, ophtalmologie, psychiatrie, pathologie). Puis, de 1919 à 1929, une nouvelle clinique de médecine générale est construite sous la direction de Ludolf von Krehl, dont elle prendra le nom. Devant de nouveaux besoins d'extension, l'État de Bade décide en 1933 de créer le campus de Neuenheimer Feld où l'hôpital de chirurgie déménage dès 1936. Les différents services s'implantent progressivement sur le nouveau campus.
En 2001, l'ancien auditorium de la clinique de Neurologie est transformé en musée pour la collection Prinzhorn qui dispose ainsi d'un espace d'exposition permanent.
Le nouveau « campus de Bergheim » est situé dans l'ancienne clinique de Ludolf Krehl. Depuis mars 2009, on y trouve les instituts de sciences économiques, de sciences politiques, de sociologie et la bibliothèque associée.
En 2010, on trouve à Bergheim les cliniques de psychologie, de psychiatrie, de gynécologie et de dermatologie ; le déménagement de ces deux dernières étant prévu en 2012.

### Le campus deNeuenheimer Feld

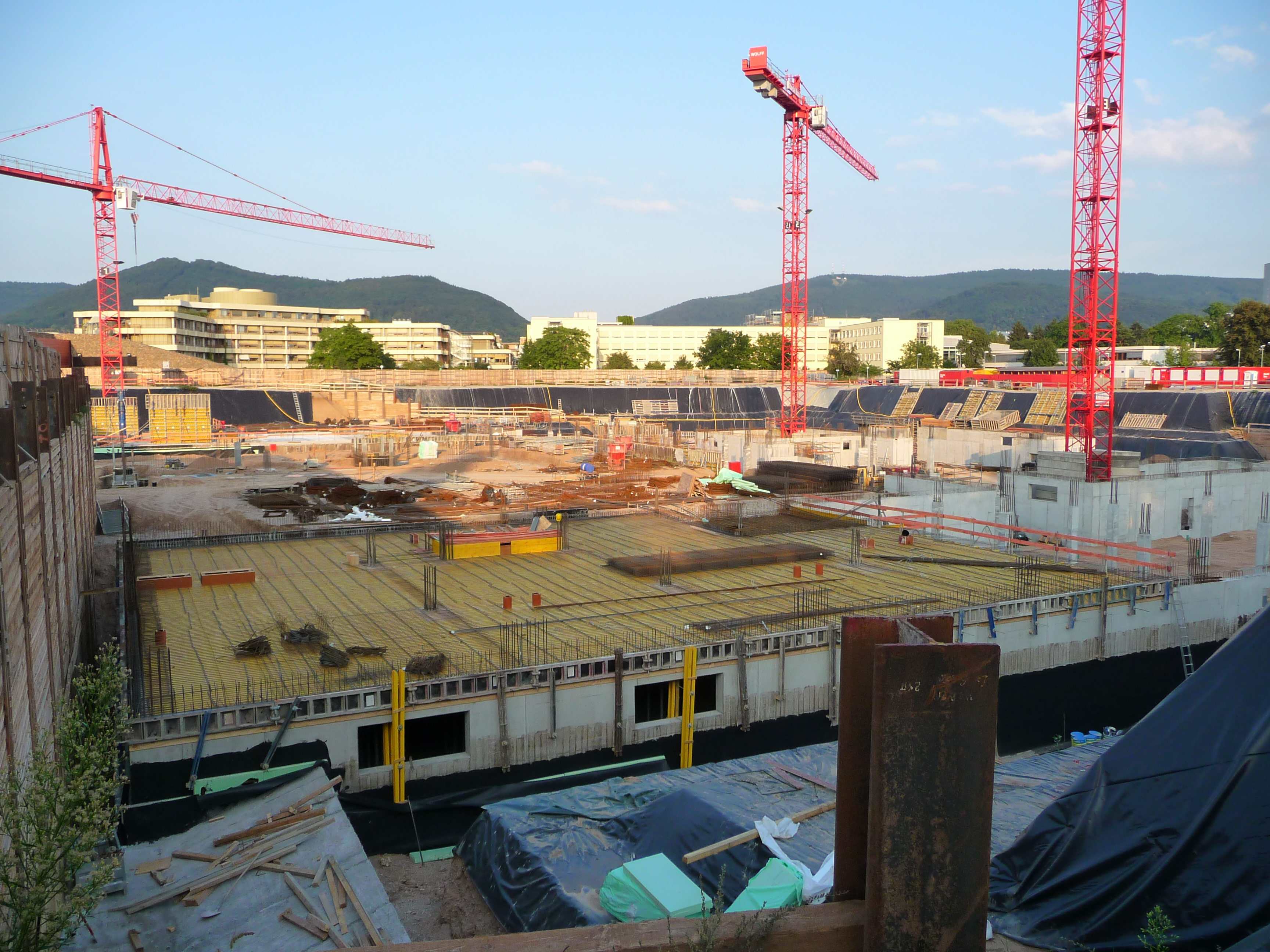
Chantier de construction des nouvelles cliniques de gynécologie-obstrétique et de dermatologie sur le campus de Neuenheimer Feld, 2009.

La zone de Neuenheimer Feld se situe au nord-ouest de la ville de Heidelberg sur l'autre rive du Neckar par rapport à la vieille ville, à environ dix minutes en tramway ou en autobus de celle-ci. À l'exception des facultés de physique et d'astronomie, presque toutes les facultés et instituts de sciences, la faculté de médecine, le centre hospitalier universitaire, et la branche scientifique de la bibliothèque universitaire sont situés sur ce campus. Le campus comprend également de grands parkings, les principales résidences universitaires et les équipements sportifs de l'université.
Plusieurs instituts de recherche indépendants se trouvent également à Neuenheimer Feld. Ainsi l'institut Kaiser-Wilhelm de recherche médicale (devenu en 1948 l'Institut Max-Planck de recherche médicale) s'y installe dès 1930. On trouve également le centre allemand de recherche sur le cancer (DKFZ) et l'Institut Max-Planck de droit public et international comparé. Le campus est aussi le siège de plusieurs nouvelles compagnies biomédicales.

## Enseignement et recherche

### Organisation et durée des études

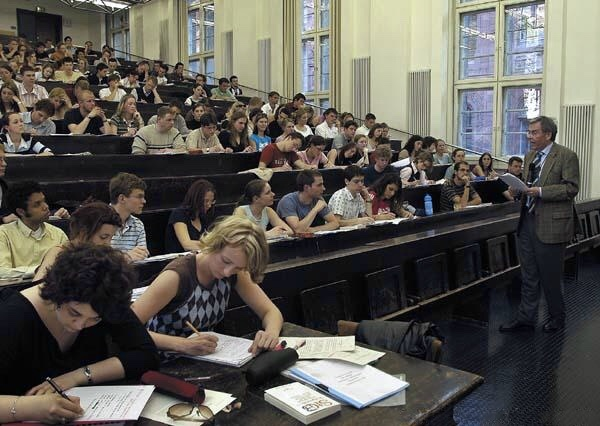
L'auditorium principal de la nouvelle université.

L'année universitaire est divisée en deux semestres : le semestre d'hiver se déroule du 1er octobre au 31 mars et le semestre d'été du 1er avril au 30 septembre. Les cours ont lieu de mi-octobre à mi-février puis de mi-avril à mi-juillet. Les étudiants peuvent généralement commencer leurs études pendant le semestre d'hiver ou le semestre d'été mais il y a cependant un certain nombre de sujets que les étudiants ne peuvent commencer que pendant le semestre d'hiver.
L'université propose quatre grandes catégories de diplômes de fins d'études universitaires : bachelors, examens d'état (médecine, pharmacie, chirurgie dentaire et droit), filières d'enseignant de Gymnasium et masters. Après le master, il est possible d'effectuer un doctorat et ensuite de passer l'habilitation pour devenir professeur d'université.
La période de préparation du bachelor est divisée en deux : une période d'études de base, durant au moins quatre semestres, sanctionnée par un examen, puis une période des études supérieures, durant au moins deux semestres, à la fin de laquelle les étudiants passent leurs examens finaux. La durée généralement requise pour effectuer un bachelor est donc de six semestres, à la suite desquels il faut ajouter quatre semestres pour obtenir un master. Pour les étudiants à plein temps, la durée normale d'un doctorat est de six semestres.

### Admission

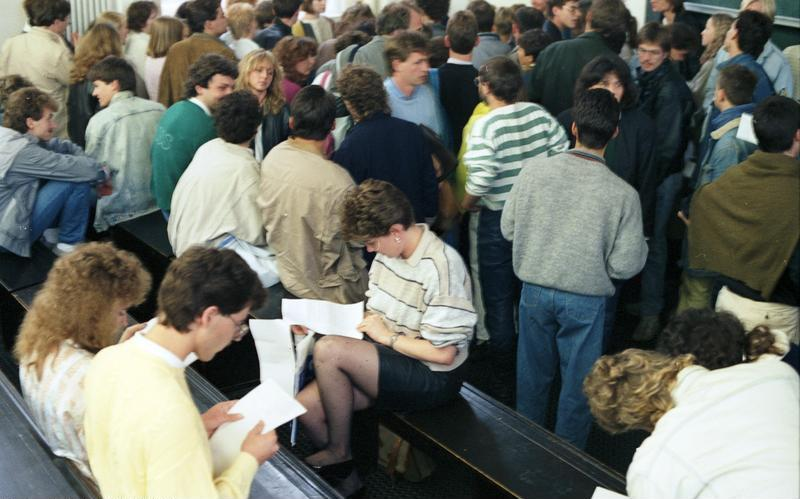
Jour de résultat d'examens écrits, juin 1988.

Pour l'admission en fin d'études secondaires, les disciplines sont réparties en trois catégories selon le numerus clausus dont elles font l'objet (Bewerbungspflicht) : aucun, interne à l'université de Heidelberg ou national (médecine à Heidelberg, médecine à Mannheim, pharmacie et médecine dentaire).
Pour les disciplines faisant l'objet d'un numerus clausus national, la sélection suit la règle suivante : 20 % des places sont attribuées aux étudiants ayant les meilleures notes à l'Abitur ou à l'examen national de fin d'études, 20 % après temps d'attente et 60 % selon les critères de l'université choisie.
Pour les disciplines faisant l'objet d'un numerus clausus interne, des critères sont définis pour chaque discipline afin d'essayer d'attribuer les places aux candidats les plus motivés par la matière. La sélection suit la règle suivante, 90 % des places sont attribuées suivant les critères de la matière et 10 % après attente,.
Pour les sujets sans numerus clausus, l'admission repose sur des critères définis, comme les compétences linguistiques appropriées. Pour les étudiants internationaux, un test de langue pour l'allemand – comme le DSH – est exigé.
Pour le semestre d'hiver 2008-2009, l'université a offert 606 places faisant l'objet d'un numerus clausus national (pour 13 651 candidats) et 2 871 places avec numerus clausus interne (pour 27 562). Pour le semestre d'été 2009, il y a eu 678 places faisant l'objet d'un numerus clausus interne pour 2 445 candidats.
Pour l'admission directe en Master, un diplôme équivalent à une licence avec la note gut (B+ en notation américaine, ou 2:1 en notation britannique) est exigé. À l'exception des Master enseignés en anglais, un test de langue allemande est exigé.
Pour être admis en doctorat, il faut avoir de bonnes notes en Master, mais les procédures spécifiques d'admission varient et ne peuvent pas être généralisées. Les demandes internationales représentent habituellement plus de 20 % des demandes et sont considérées individuellement.

### Recherche

#### Initiative d'excellence

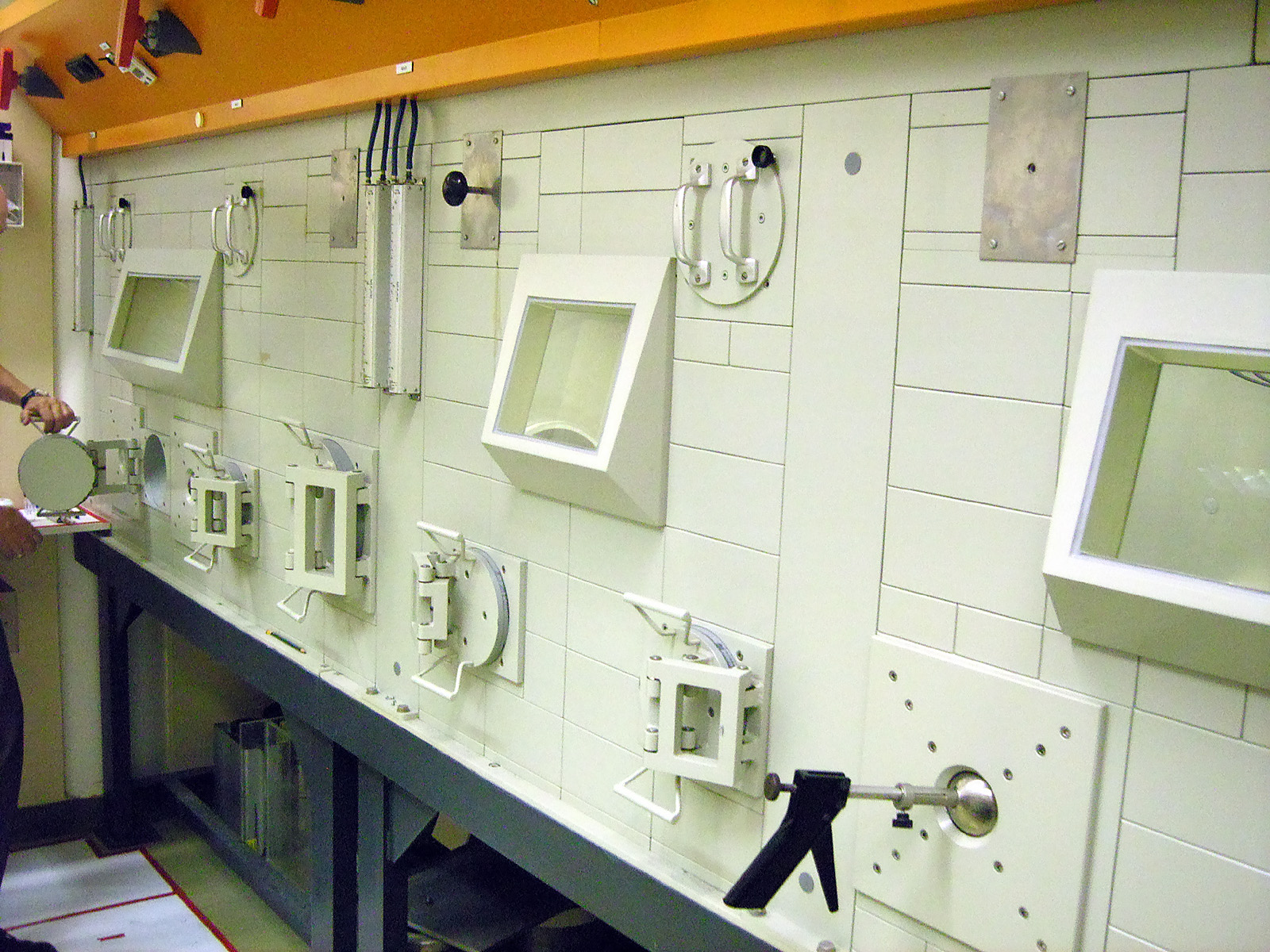
Cellules chaudes dans le service de médecine nucléaire.

Dans le cadre de l'initiative d'excellence allemande des universités, la stratégie de l'université de Heidelberg est la polyvalence (Comprehensive University). La recherche se concentre donc sur les sciences expérimentales et la médecine, tout en maintenant des programmes de haut niveau dans les facultés de sciences humaines et de sciences sociales. Pour 2009, le financement de la mise en œuvre de cette stratégie a représenté 16 M€ (financement total de 68,8 M€ pour 2007-2012). Parmi les actions concrètes, on peut citer le Marsilius Kolleg, du nom du premier recteur Marsilius d'Inghen, établi en 2007 pour favoriser le dialogue et la recherche interdisciplinaire particulièrement entre les sciences et les sciences humaines.
L'université de Heidelberg est à la tête de deux programmes de recherche associant l'université à des instituts de recherche indépendants et à l'industrie (dits « clusters d'excellence de l'initiative d'excellence ») qui ont représenté 13 M€ en 2009 :
- réseaux cellulaires : vers une compréhension quantitative des fonctions complexes (2006-2011, financement total de 36 M€) ;
- l'Asie et l'Europe dans un contexte global : Asymétries mouvantes dans les flux culturels (2007-2012, financement total de 34 M€)[120].

Le troisième volet de l'initiative d'excellence est constitué par trois Graduate school qui ont représenté 2,9 M€ en 2009 :
- la Graduate school de physique fondamentale (2006-2011, financement total 6 M€) ;
- la Graduate school de mathématiques et méthodes de calculs scientifiques (2007-2012, financement total 6,2 M€) ;
- la Hartmurt Hoffmann-Berling Graduate school de biologie moléculaire et cellulaire (2007-2012, financement total 5 M€)[120].

#### Autres programmes et collaborations

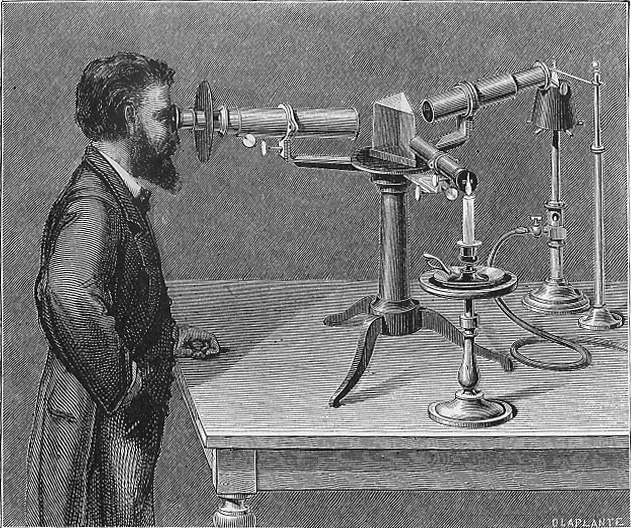
Kirchhoff utilisant un spectroscope, 1896.

En 2009, les centres et instituts de recherche de l'université de Heidelberg ont participé à 11 « centres de recherche spéciaux »  et 9 Graduate school soutenus par la Deutsche Forschungsgemeinschaft (DFG). Du côté des financements européens, l'université a bénéficié de 9 financements du Conseil européen de la recherche, dont 4 advanced grants (environ 2,5 M€ sur 5 ans).
L'université de Heidelberg a collaboré cette même année avec 19 instituts de recherches indépendants et a effectué 13 projets en collaboration avec l'Académie des Sciences de Heidelberg.

### Scientométrie
En 2010, le QS World University Rankings publié par U.S. News classe Heidelberg première université en Allemagne, quatorzième en Europe, et cinquante et unième dans le monde, soit six places plus haut que la position de 2009 dans le THE-QS World University Rankings (depuis 2010 Times Higher Education World University Rankings et QS World University Rankings ont des méthodes de classement différentes).
Au cours des cinq dernières années, dans les classements par matière, Heidelberg s'est positionnée globalement entre le dix-septième et le quarante-troisième en sciences de la vie et médecine, entre le vingt-deuxième et le quarante-cinquième en science, entre le quarante et unième et le soixante et unième dans les arts et les sciences humaines, et entre le cinquante-quatrième et le soixante-dix-huitième en sciences sociales,,,. En 2010 ses rangs étaient : 24e en sciences normales, 36e en Arts et sciences humaines, 45e en sciences de la vie et médecine, 82e en sciences sociales, et 172e dans l'informatique et les technologies.
Le classement de Shanghai place Heidelberg entre la seconde et la troisième place nationale, entre la douzième et la dix-huitième place en Europe et entre la cinquante-huitième et le soixante-sixième dans le monde.

## Vie étudiante

### Traditions

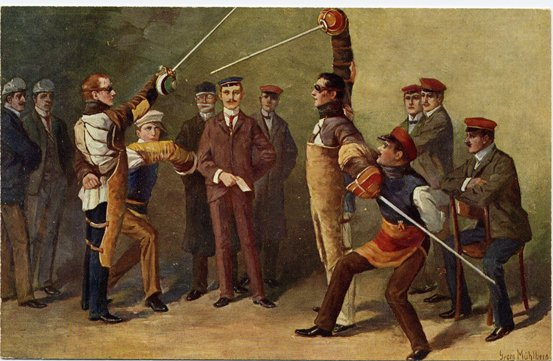
« Auf die Mensur » : représentation d'un combat traditionnel entre sociétés étudiantes (ici la Saxo-Borussia Heidelberg à gauche en blanc-vert-noir-blanc, casquettes blanches et la Vandalia Heidelberg à droite en or-rouge-or, casquettes rouges), vers 1900, Georg Mühlberg.

Heidelberg comporte trente-quatre Studentenverbindung, pour la plupart fondées au XIXe siècle. Ces sociétés d'étudiants sont comparables aux fraternités américaines. Leurs manoirs souvent typiques du XIXe siècle sont disséminés dans la vieille ville.
Lors des cérémonies traditionnelles (Kommers), les membres portent des rubans et une casquette aux couleurs traditionnelles de leurs sociétés.
Au XIXe siècle et au début du XXe, les sociétés étudiantes jouaient un rôle important dans la vie étudiante allemande. À cette époque, la Mensur, un combat d'escrime pratiqué face nue, était couramment pratiquée. Le fait d'avoir une balafre au visage était alors considéré comme une preuve de courage.
Au XXIe siècle les sociétés étudiantes ne concernent plus qu'un nombre restreint d'étudiants (environ 800 étudiants en 2010). Leurs missions auto-proclamées sont de conserver les traditions académiques et de créer des amitiés à vie.

### Sports
L'université offre une grande variété de cours de sport : seize sports collectifs du football américain au volley-ball, onze arts martiaux différents, vingt-six cours de gymnastique du fitness au culturisme, neuf cours de santé de l'aquapower au yoga, et douze styles de danse différents. On trouve également des programmes de cours de sports équestres, de voile, d'aviron, de ski dans les Alpes françaises, d'athlétisme, de natation, d'escrime, de cyclisme, de gymnastique, et bien d'autres encore. La plupart des sports sont gratuits. Les équipes de l'université sont particulièrement connues pour le football, le volley-ball, les sports équestres, le judo, le karaté, l'athlétisme et le basket-ball. L'équipe d'athlétisme réalise régulièrement les meilleures performances aux championnats universitaires allemands. L'équipe masculine de basket, l'USC Heidelberg, a gagné treize championnats nationaux (record du championnat), et est la seule équipe universitaire à jouer au niveau professionnel dans la deuxième division du championnat d'Allemagne de basket-ball.

### Activités culturelles et sociales

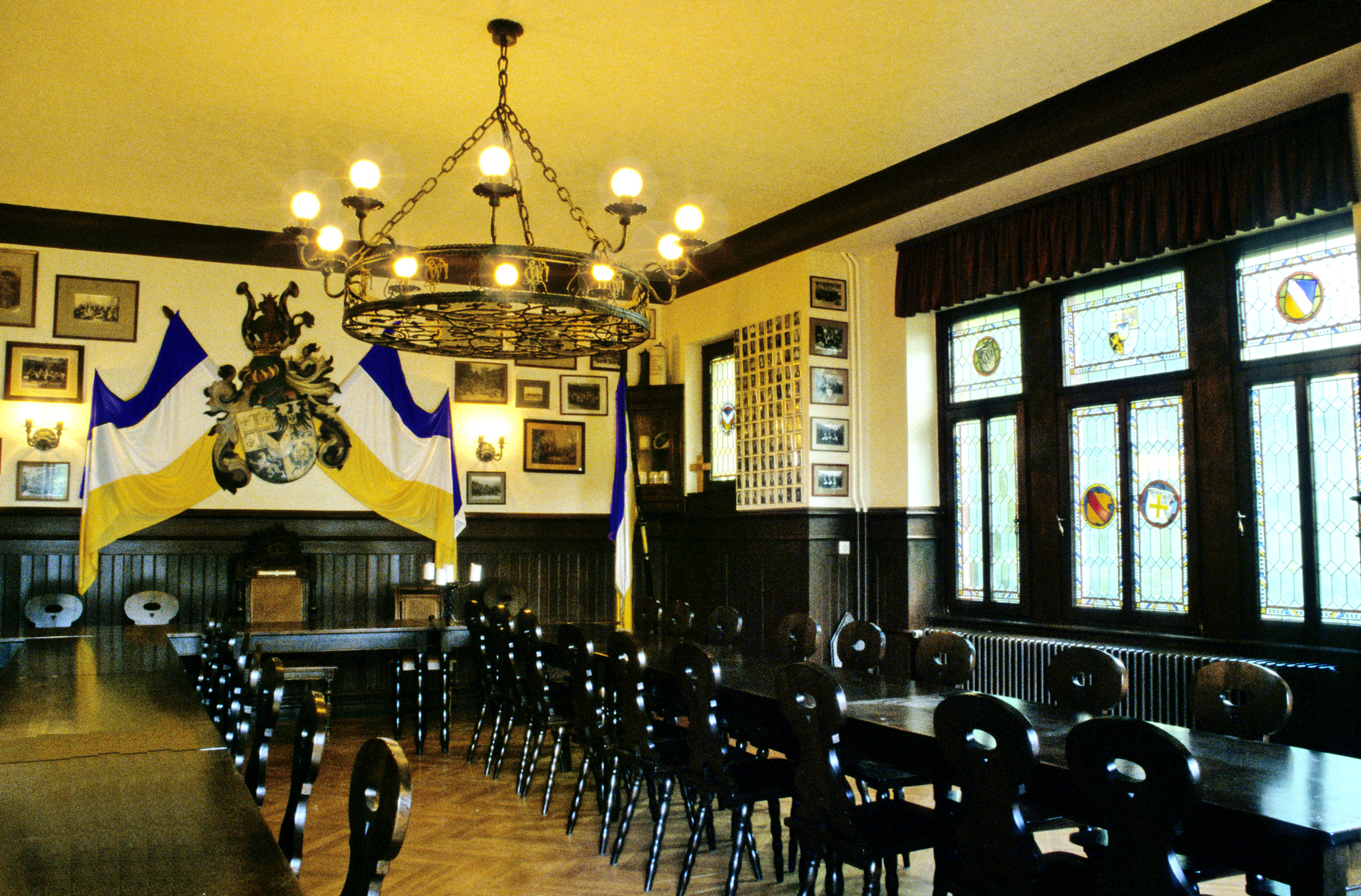
Kneipsaal Heidelberger Wingolf - Salle de la société étudiante Wingolf.

L'université subventionne un certain nombre de groupes étudiants, dont la Allgemeiner Studierendenausschuss (le parlement des étudiants ayant pour acronyme : AStA), les conseils des étudiants de chacune des douze facultés, quatre clubs de théâtre, l’orchestre de l'université ou Collegium Musicum, quatre chorales, six médias étudiants, six groupes internationaux d'étudiants, neuf groupes politiques ou liés à des organisations non-gouvernementales, plusieurs départements d'organisations européennes d'étudiants dans plusieurs disciplines, quatre clubs destinés au renforcement des relations internationales et des échanges culturels, un club d'échecs, un club de littérature, un club d'éloquence, deux junior entreprises et quatre groupes religieux,.
Heidelberg est également connu pour sa vie nocturne, de nombreux pubs se trouvent à proximité de la place de l'université et la ville comprend cinq boîtes de nuit, la plus grande à proximité de Neuenheimer Feld. En plus des soirées organisées par les conseils des étudiants des différentes facultés, des soirées de début et de fin de semestres de l'université, des soirées des résidences et des soirées des sociétés d'étudiants, la ville, et plus encore le secteur du Rhin-Neckar, offre une vie nocturne animée.

### Médias
Le journal des étudiants, Ruprecht, est publié depuis 1987 et tire à 10 000 exemplaires. En 2007, il a été récompensé par le prix des journaux universitaires délivré par MLP. Le jury, constitué de journalistes des principaux organes de presse, l'a qualifié de « bien équilibré, malgré son attitude critique », et ont parlé d'un design « tout simplement génial » qui « répond aux normes les plus élevées de la profession ». Le Ruprecht est financé uniquement par ses revenus publicitaires, ce qui lui permet de garder son indépendance vis-à-vis de la direction de l'université. Quelques journalistes réputés ont fait leurs premiers pas dans le Ruprecht.
Le journal étudiant en ligne UNiMUT est publié depuis janvier 1989. UNiMUT est géré par les conseils des étudiants des facultés et a souvent reproché au Ruprecht d'être trop conformiste et trop attaché à l'esthétique.
Depuis 2004, Heidelberg a également sa revue étudiante de droit à publication trimestrielle, le StudZR (Studentischen Zeitschrift für Rechtswissenschaft Heidelberg).

## Personnalités liées à l'université

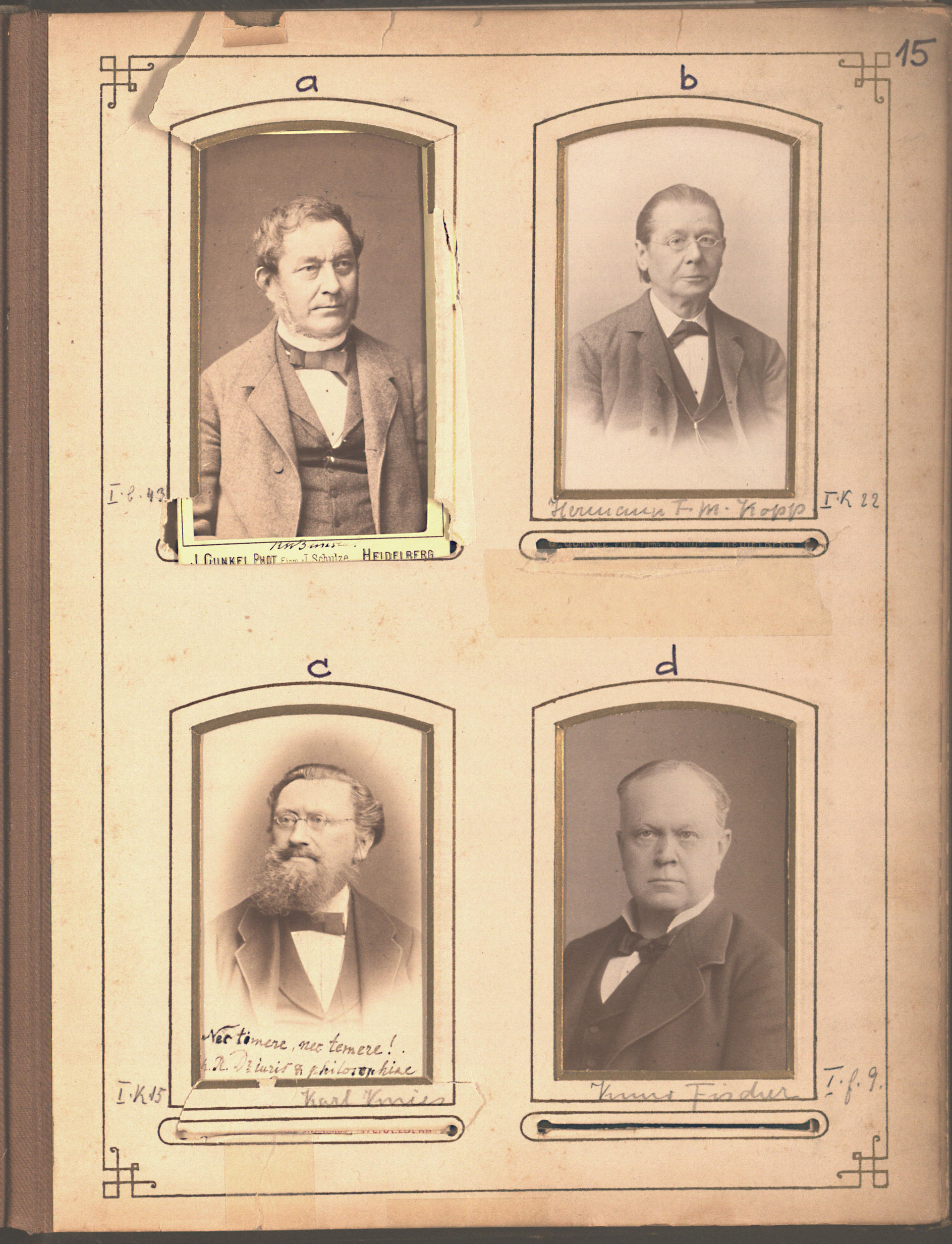
a: Robert Bunsen b: Hermann Kopp c: Karl Knies d: Kuno Fischer, Le corps enseignant de la Ruperto Carola à Heidelberg lors du cinq-centième anniversaire, 1886.

L'université de Heidelberg compte parmi ses anciens étudiants et ses enseignants de nombreux philosophes, poètes, juristes, hommes politiques, hommes d'affaires et scientifiques célèbres. Ainsi au XIXe siècle, l'université compte des scientifiques comme Hermann von Helmholtz, Robert Wilhelm Bunsen, Gustav Robert Kirchhoff comme professeurs. Puis sur la période 1871-1914, l'université de Heidelberg se place juste derrière l'université de Berlin en nombre de membres du gouvernement allemand ayant été immatriculés dans celle-ci. Et depuis la création du prix Nobel, l'université a été associée à 29 lauréats, dont sept ayant obtenu le prix durant leur affiliation à l'université : Albrecht Kossel (1853-1927), prix Nobel de médecine 1910, Friedrich Bergius (1884-1949) et Carl Bosch (1874-1940), prix Nobel de chimie 1931, Richard Kuhn (1900-1967), prix Nobel de chimie 1938, Walther Bothe (1891-1957), prix Nobel de physique 1954, Hans Daniel Jensen (1907-1973), prix Nobel de physique 1963 et Georg Wittig (1897-1987), prix Nobel de chimie 1979. En 2010, on compte parmi les membres du corps enseignant les lauréats du prix Nobel de Médecine Bert Sakmann (1991) et Harald zur Hausen (2008) et 7 lauréats du prix Gottfried Wilhelm Leibniz.
Parmi les étudiants dans le domaine des humanités et sciences sociales on peut citer le poète et dramaturge Christian Friedrich Hebbel, le cinéaste Friedrich Wilhelm Murnau et le prix Nobel de littérature Carl Spitteler, ainsi que la théoricienne politique Hannah Arendt, et les sociologues Karl Mannheim, Robert E. Park et Talcott Parsons. Les philosophes Georg Wilhelm Friedrich Hegel, Karl Jaspers, Hans-Georg Gadamer, et Jürgen Habermas ont été professeurs à l'université, ainsi que Max Weber, le père fondateur de la sociologie. Le philosophe Ludwig Feuerbach a étudié la théologie à l'université de Heidelberg et le poète Joseph Freiherr von Eichendorff y a étudié le droit.
Parmi les étudiants devenus hommes politiques figurent deux lauréats du prix Nobel de la paix, le Suisse Charles Albert Gobat et le Belge Auguste Beernaert. Parmi les membres du gouvernement du Troisième Reich, on trouve des anciens de l'université, notamment Joseph Goebbels et Wilhelm Frick, condamné aux procès de Nuremberg ; un futur résistant allemand au nazisme, Wilhelm von Flügge, y a étudié les sciences politiques avant la guerre de 1914. Plus récemment, le chancelier fédéral Helmut Kohl avait fait ses études à Heidelberg.
L'industriel Gustav Krupp von Bohlen und Halbach, directeur de Krupp AG a été étudiant à Heidelberg ainsi que le dirigeant Heinrich Thyssen, fondateur de Thyssen AG et l'homme d'affaires Hans-Peter Wild, dirigeant de Wild GmbH & Co. KG.
Le père de la psychologie Wilhelm Wundt a étudié puis enseigné à l'université de Heidelberg, ainsi qu'Emil Kraepelin, fondateur de la psychiatrie scientifique.
De 1966 à 1969, Margot Becke-Goehring est rectrice de l'université, devenant ainsi la première femme rectrice d'une université en Allemagne de l'Ouest.

## Ruperto Caroladans la culture

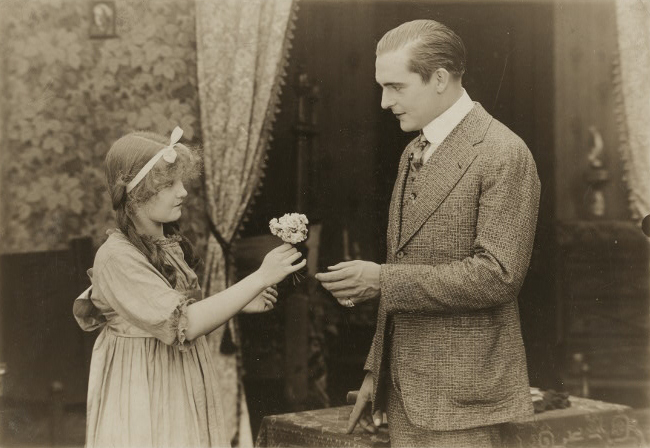
Scène de Old Heidleberg (1915), film de John Emerson avec Wallace Reid dans le rôle du prince Karl Heinrich et Dorothy Gish dans le rôle de Katie Ruder.

Dans son ouvrage Ascensions en télescope publié en 1880 (titre original A Tramp Abroad), Mark Twain décrit ses impressions quant à la vie universitaire à Heidelberg de manière aussi détaillée qu'humoristique. Il dépeint l'université comme une école d'aristocrates où les étudiants mènent un style de vie élégant et décrit la forte influence exercée par les sociétés d'étudiants.
La pièce de Wilhelm Meyer-Förster Alt Heidelberg (1903), se situe dans la lignée du récit de Mark Twain. C'est l'histoire d'un prince allemand qui vient à Heidelberg pour étudier, mais qui tombe amoureux de la fille de son aubergiste. En 1927, Ernst Lubitsch adapte la pièce sous la forme d'un film muet, Le Prince étudiant (titre original The Student Prince in Old Heidelberg). En 1924, The Student Prince est une opérette écrite par Sigmund Romberg et en 1954 la Metro-Goldwyn-Mayer fait un remake en couleur basée sur la version opérette.
Le séjour d'un an à l'université de Heidelberg de Philip Carey, le héros du roman de William Somerset Maugham Servitude humaine (titre original Of Human Bondage), publié en 1915, est écrit d'une manière en grande partie autobiographique. L'épisode est repris dans l'adaptation cinématographique par John Cromwell en 1934 L'Emprise (titre original Of Human Bondage, avec Leslie Howard dans le rôle de Philip Carey et Bette Davis dans le rôle de Mildred) ainsi que les reprises de 1946 (L'Emprise de Edmund Goulding) et de 1964 (L'Ange Pervers de Bryan Forbes).
Dans le roman de 1995 de Bernhard Schlink Le Liseur (titre original Der Vorleser) ainsi que dans l'adaptation cinématographique de Stephen Daldry The Reader, l'université de Heidelberg est le théâtre principal de la deuxième partie où le héros Michael Berg est étudiant en droit à l'université.
La faculté de Médecine de Heidelberg se trouve au centre du film d'horreur allemand Anatomie de Stefan Ruzowitzky sorti en 2000,.